# Llista d'asteroides (379001-380000)
Llista d'asteroides del 379.001 al 380.000, amb data de descoberta i descobridor. És un fragment de la llista d'asteroides completa. Als asteroides se'ls dona un número quan es confirma la seva òrbita, per tant apareixen llistats aproximadament segons la data de descobriment.

## 379001-379100
| Nom    | Designació provisional | Data de descobriment   | Lloc de descobriment | Descobridor/s     |
| ------ | ---------------------- | ---------------------- | -------------------- | ----------------- |
| 379001 | 2008 UE335             | 16 de març de 2005     | Mount Lemmon         | Mt. Lemmon Survey |
| 379002 | 2008 UO336             | 23 d'octubre de 2008   | Kitt Peak            | Spacewatch        |
| 379003 | 2008 UN340             | 24 d'octubre de 2008   | Kitt Peak            | Spacewatch        |
| 379004 | 2008 UP344             | 30 d'octubre de 2008   | Kitt Peak            | Spacewatch        |
| 379005 | 2008 UQ344             | 30 d'octubre de 2008   | Kitt Peak            | Spacewatch        |
| 379006 | 2008 UY346             | 31 d'octubre de 2008   | Mount Lemmon         | Mt. Lemmon Survey |
| 379007 | 2008 UZ347             | 23 d'octubre de 2008   | Kitt Peak            | Spacewatch        |
| 379008 | 2008 UH349             | 27 d'octubre de 2008   | Mount Lemmon         | Mt. Lemmon Survey |
| 379009 | 2008 UN350             | 22 d'octubre de 2008   | Kitt Peak            | Spacewatch        |
| 379010 | 2008 UY352             | 30 d'octubre de 2008   | Kitt Peak            | Spacewatch        |
| 379011 | 2008 UA354             | 22 d'octubre de 2008   | Kitt Peak            | Spacewatch        |
| 379012 | 2008 UJ354             | 24 d'octubre de 2008   | Catalina             | CSS               |
| 379013 | 2008 UJ359             | 27 d'octubre de 2008   | Mount Lemmon         | Mt. Lemmon Survey |
| 379014 | 2008 UD369             | 26 d'octubre de 2008   | Kitt Peak            | Spacewatch        |
| 379015 | 2008 UG369             | 27 d'octubre de 2008   | Mount Lemmon         | Mt. Lemmon Survey |
| 379016 | 2008 VZ4               | 4 de novembre de 2008  | Socorro              | LINEAR            |
| 379017 | 2008 VJ7               | 2 de novembre de 2008  | Mount Lemmon         | Mt. Lemmon Survey |
| 379018 | 2008 VE19              | 1 de novembre de 2008  | Kitt Peak            | Spacewatch        |
| 379019 | 2008 VH21              | 1 de novembre de 2008  | Mount Lemmon         | Mt. Lemmon Survey |
| 379020 | 2008 VM23              | 1 de novembre de 2008  | Kitt Peak            | Spacewatch        |
| 379021 | 2008 VY34              | 2 de novembre de 2008  | Mount Lemmon         | Mt. Lemmon Survey |
| 379022 | 2008 VP35              | 2 de novembre de 2008  | Kitt Peak            | Spacewatch        |
| 379023 | 2008 VW35              | 25 d'octubre de 2008   | Kitt Peak            | Spacewatch        |
| 379024 | 2008 VR38              | 2 de novembre de 2008  | Kitt Peak            | Spacewatch        |
| 379025 | 2008 VE39              | 2 de novembre de 2008  | Kitt Peak            | Spacewatch        |
| 379026 | 2008 VJ39              | 2 de novembre de 2008  | Mount Lemmon         | Mt. Lemmon Survey |
| 379027 | 2008 VP44              | 3 de novembre de 2008  | Mount Lemmon         | Mt. Lemmon Survey |
| 379028 | 2008 VN46              | 3 de novembre de 2008  | Kitt Peak            | Spacewatch        |
| 379029 | 2008 VP51              | 5 de novembre de 2008  | Kitt Peak            | Spacewatch        |
| 379030 | 2008 VA59              | 7 de novembre de 2008  | Mount Lemmon         | Mt. Lemmon Survey |
| 379031 | 2008 VW60              | 20 d'octubre de 2008   | Kitt Peak            | Spacewatch        |
| 379032 | 2008 VS70              | 8 de novembre de 2008  | Kitt Peak            | Spacewatch        |
| 379033 | 2008 VV70              | 8 de novembre de 2008  | Kitt Peak            | Spacewatch        |
| 379034 | 2008 VJ73              | 11 de març de 2005     | Mount Lemmon         | Mt. Lemmon Survey |
| 379035 | 2008 VL76              | 7 de novembre de 2008  | Catalina             | CSS               |
| 379036 | 2008 VG77              | 2 de novembre de 2008  | Mount Lemmon         | Mt. Lemmon Survey |
| 379037 | 2008 WV9               | 17 de novembre de 2008 | Kitt Peak            | Spacewatch        |
| 379038 | 2008 WC13              | 19 de novembre de 2008 | Socorro              | LINEAR            |
| 379039 | 2008 WA15              | 17 de novembre de 2008 | Kitt Peak            | Spacewatch        |
| 379040 | 2008 WO18              | 17 de novembre de 2008 | Kitt Peak            | Spacewatch        |
| 379041 | 2008 WW19              | 17 de novembre de 2008 | Kitt Peak            | Spacewatch        |
| 379042 | 2008 WV23              | 20 d'octubre de 2008   | Kitt Peak            | Spacewatch        |
| 379043 | 2008 WM25              | 18 de novembre de 2008 | Kitt Peak            | Spacewatch        |
| 379044 | 2008 WR25              | 18 de novembre de 2008 | Kitt Peak            | Spacewatch        |
| 379045 | 2008 WF29              | 9 d'octubre de 2008    | Mount Lemmon         | Mt. Lemmon Survey |
| 379046 | 2008 WU29              | 19 de novembre de 2008 | Mount Lemmon         | Mt. Lemmon Survey |
| 379047 | 2008 WV31              | 19 de novembre de 2008 | Mount Lemmon         | Mt. Lemmon Survey |
| 379048 | 2008 WL33              | 21 de novembre de 2008 | Socorro              | LINEAR            |
| 379049 | 2008 WB37              | 17 de novembre de 2008 | Kitt Peak            | Spacewatch        |
| 379050 | 2008 WE42              | 17 de novembre de 2008 | Kitt Peak            | Spacewatch        |
| 379051 | 2008 WD43              | 8 d'abril de 2006      | Kitt Peak            | Spacewatch        |
| 379052 | 2008 WT45              | 17 de novembre de 2008 | Kitt Peak            | Spacewatch        |
| 379053 | 2008 WC47              | 22 d'octubre de 2008   | Kitt Peak            | Spacewatch        |
| 379054 | 2008 WO48              | 23 d'octubre de 2003   | Kitt Peak            | Spacewatch        |
| 379055 | 2008 WA49              | 18 de novembre de 2008 | Catalina             | CSS               |
| 379056 | 2008 WK53              | 19 de novembre de 2008 | Kitt Peak            | Spacewatch        |
| 379057 | 2008 WJ58              | 20 de novembre de 2008 | Mount Lemmon         | Mt. Lemmon Survey |
| 379058 | 2008 WG64              | 18 de novembre de 2008 | Catalina             | CSS               |
| 379059 | 2008 WN65              | 17 de novembre de 2008 | Catalina             | CSS               |
| 379060 | 2008 WV66              | 25 d'octubre de 2008   | Mount Lemmon         | Mt. Lemmon Survey |
| 379061 | 2008 WY73              | 19 de novembre de 2008 | Mount Lemmon         | Mt. Lemmon Survey |
| 379062 | 2008 WU76              | 20 de novembre de 2008 | Kitt Peak            | Spacewatch        |
| 379063 | 2008 WY79              | 2 de novembre de 2008  | Mount Lemmon         | Mt. Lemmon Survey |
| 379064 | 2008 WN83              | 20 de novembre de 2008 | Kitt Peak            | Spacewatch        |
| 379065 | 2008 WN86              | 21 de novembre de 2008 | Kitt Peak            | Spacewatch        |
| 379066 | 2008 WN88              | 21 de novembre de 2008 | Kitt Peak            | Spacewatch        |
| 379067 | 2008 WY91              | 24 de novembre de 2008 | Dauban               | F. Kugel          |
| 379068 | 2008 WD92              | 24 de novembre de 2008 | Dauban               | F. Kugel          |
| 379069 | 2008 WW99              | 6 d'octubre de 2008    | Mount Lemmon         | Mt. Lemmon Survey |
| 379070 | 2008 WS103             | 30 de novembre de 2008 | Mount Lemmon         | Mt. Lemmon Survey |
| 379071 | 2008 WK107             | 30 de novembre de 2008 | Mount Lemmon         | Mt. Lemmon Survey |
| 379072 | 2008 WZ113             | 30 de novembre de 2008 | Kitt Peak            | Spacewatch        |
| 379073 | 2008 WD115             | 30 de novembre de 2008 | Mount Lemmon         | Mt. Lemmon Survey |
| 379074 | 2008 WS119             | 30 de novembre de 2008 | Mount Lemmon         | Mt. Lemmon Survey |
| 379075 | 2008 WR125             | 24 de novembre de 2008 | Mount Lemmon         | Mt. Lemmon Survey |
| 379076 | 2008 WT125             | 30 de novembre de 2008 | Kitt Peak            | Spacewatch        |
| 379077 | 2008 WV125             | 21 de novembre de 2008 | Mount Lemmon         | Mt. Lemmon Survey |
| 379078 | 2008 WE128             | 18 de novembre de 2008 | Kitt Peak            | Spacewatch        |
| 379079 | 2008 WW131             | 19 de novembre de 2008 | Catalina             | CSS               |
| 379080 | 2008 WG133             | 19 de novembre de 2008 | Kitt Peak            | Spacewatch        |
| 379081 | 2008 WJ135             | 18 de novembre de 2008 | Kitt Peak            | Spacewatch        |
| 379082 | 2008 WF137             | 22 de novembre de 2008 | Kitt Peak            | Spacewatch        |
| 379083 | 2008 WX138             | 24 de novembre de 2008 | Socorro              | LINEAR            |
| 379084 | 2008 WS139             | 21 de novembre de 2008 | Catalina             | CSS               |
| 379085 | 2008 XZ1               | 4 de desembre de 2008  | Catalina             | CSS               |
| 379086 | 2008 XG11              | 7 de novembre de 2008  | Mount Lemmon         | Mt. Lemmon Survey |
| 379087 | 2008 XR15              | 3 de desembre de 2008  | Mount Lemmon         | Mt. Lemmon Survey |
| 379088 | 2008 XL17              | 19 de novembre de 2008 | Kitt Peak            | Spacewatch        |
| 379089 | 2008 XY20              | 1 de desembre de 2008  | Kitt Peak            | Spacewatch        |
| 379090 | 2008 XY27              | 25 d'abril de 2000     | Kitt Peak            | Spacewatch        |
| 379091 | 2008 XE29              | 4 de desembre de 2008  | Kitt Peak            | Spacewatch        |
| 379092 | 2008 XM31              | 2 de desembre de 2008  | Kitt Peak            | Spacewatch        |
| 379093 | 2008 XK45              | 3 de desembre de 2008  | Kitt Peak            | Spacewatch        |
| 379094 | 2008 XL53              | 6 de desembre de 2008  | Mount Lemmon         | Mt. Lemmon Survey |
| 379095 | 2008 XQ55              | 6 de desembre de 2008  | Kitt Peak            | Spacewatch        |
| 379096 | 2008 YD                | 10 d'octubre de 2008   | Mount Lemmon         | Mt. Lemmon Survey |
| 379097 | 2008 YO5               | 22 de desembre de 2008 | Marly                | P. Kocher         |
| 379098 | 2008 YV5               | 21 de desembre de 2008 | Črni Vrh             | Crni Vrh          |
| 379099 | 2008 YE6               | 20 de novembre de 2001 | Socorro              | LINEAR            |
| 379100 | 2008 YQ7               | 20 de desembre de 2008 | La Sagra             | OAM               |

## 379101-379200
| Nom                   | Designació provisional | Data de descobriment   | Lloc de descobriment | Descobridor/s        |
| --------------------- | ---------------------- | ---------------------- | -------------------- | -------------------- |
| 379101                | 2008 YE12              | 21 de desembre de 2008 | Mount Lemmon         | Mt. Lemmon Survey    |
| 379102                | 2008 YF13              | 8 de novembre de 2008  | Mount Lemmon         | Mt. Lemmon Survey    |
| 379103                | 2008 YS13              | 21 de desembre de 2008 | Mount Lemmon         | Mt. Lemmon Survey    |
| 379104                | 2008 YL14              | 30 de novembre de 2008 | Kitt Peak            | Spacewatch           |
| 379105                | 2008 YU22              | 21 de desembre de 2008 | Mount Lemmon         | Mt. Lemmon Survey    |
| 379106                | 2008 YW23              | 21 de desembre de 2008 | La Sagra             | OAM                  |
| 379107                | 2008 YL25              | 22 de desembre de 2008 | Catalina             | CSS                  |
| 379108                | 2008 YY40              | 30 de desembre de 2008 | Mount Lemmon         | Mt. Lemmon Survey    |
| 379109                | 2008 YE41              | 30 de desembre de 2008 | Catalina             | CSS                  |
| 379110                | 2008 YW55              | 30 de desembre de 2008 | Kitt Peak            | Spacewatch           |
| 379111                | 2008 YU60              | 30 de desembre de 2008 | Mount Lemmon         | Mt. Lemmon Survey    |
| 379112                | 2008 YD64              | 30 de desembre de 2008 | Mount Lemmon         | Mt. Lemmon Survey    |
| 379113                | 2008 YN108             | 29 de desembre de 2008 | Kitt Peak            | Spacewatch           |
| 379114                | 2008 YG125             | 30 de desembre de 2008 | Kitt Peak            | Spacewatch           |
| 379115                | 2008 YZ127             | 30 de desembre de 2008 | Kitt Peak            | Spacewatch           |
| 379116                | 2008 YX135             | 30 de desembre de 2008 | Kitt Peak            | Spacewatch           |
| 379117                | 2008 YT136             | 30 de desembre de 2008 | Kitt Peak            | Spacewatch           |
| 379118                | 2008 YA138             | 30 de desembre de 2008 | Kitt Peak            | Spacewatch           |
| 379119                | 2008 YL171             | 30 de desembre de 2008 | Socorro              | LINEAR               |
| 379120                | 2009 AD15              | 2 de gener de 2009     | Mount Lemmon         | Mt. Lemmon Survey    |
| 379121                | 2009 AO21              | 3 de gener de 2009     | Kitt Peak            | Spacewatch           |
| 379122                | 2009 AD35              | 15 de gener de 2009    | Kitt Peak            | Spacewatch           |
| 379123                | 2009 AD48              | 1 de gener de 2009     | Kitt Peak            | Spacewatch           |
| 379124                | 2009 BE10              | 20 de gener de 2009    | Bergisch Gladbac     | W. Bickel            |
| 379125                | 2009 BT14              | 16 de gener de 2009    | Kitt Peak            | Spacewatch           |
| 379126                | 2009 BN31              | 16 de gener de 2009    | Kitt Peak            | Spacewatch           |
| 379127                | 2009 BY74              | 20 de gener de 2009    | Catalina             | CSS                  |
| 379128                | 2009 BW135             | 5 de novembre de 2007  | Mount Lemmon         | Mt. Lemmon Survey    |
| 379129                | 2009 BV183             | 20 de gener de 2009    | Catalina             | CSS                  |
| 379130                | 2009 CA20              | 15 de febrer de 2009   | San Marcello         | San Marcello         |
| 379131                | 2009 CL40              | 13 de febrer de 2009   | Kitt Peak            | Spacewatch           |
| 379132                | 2009 CX42              | 14 de febrer de 2009   | Mount Lemmon         | Mt. Lemmon Survey    |
| 379133                | 2009 CL45              | 14 de febrer de 2009   | Kitt Peak            | Spacewatch           |
| 379134                | 2009 CJ53              | 13 de febrer de 2009   | La Sagra             | OAM                  |
| 379135                | 2009 CR55              | 14 de febrer de 2009   | Catalina             | CSS                  |
| 379136                | 2009 DL22              | 19 de febrer de 2009   | Kitt Peak            | Spacewatch           |
| 379137                | 2009 DA24              | 21 de febrer de 2009   | Mount Lemmon         | Mt. Lemmon Survey    |
| 379138                | 2009 DE51              | 20 de febrer de 2009   | Catalina             | CSS                  |
| 379139                | 2009 DS124             | 19 de febrer de 2009   | Kitt Peak            | Spacewatch           |
| 379140                | 2009 EK16              | 19 de febrer de 2009   | Catalina             | CSS                  |
| 379141                | 2009 EF26              | 15 de març de 2009     | Kitt Peak            | Spacewatch           |
| 379142                | 2009 FR40              | 17 de març de 2009     | Kitt Peak            | Spacewatch           |
| 379143                | 2009 HU11              | 19 d'abril de 2009     | Kitt Peak            | Spacewatch           |
| 379144                | 2009 HV11              | 17 d'abril de 2009     | Catalina             | CSS                  |
| 379145                | 2009 HP55              | 21 d'abril de 2009     | Kitt Peak            | Spacewatch           |
| 379146                | 2009 OM                | 16 de juliol de 2009   | La Sagra             | OAM                  |
| 379147                | 2009 OF4               | 24 de juliol de 2009   | Sierra Stars         | R. Matson            |
| 379148                | 2009 PR6               | 15 d'agost de 2009     | Kitt Peak            | Spacewatch           |
| 379149                | 2009 PH10              | 15 d'agost de 2009     | La Sagra             | OAM                  |
| 379150                | 2009 PK12              | 15 d'agost de 2009     | Catalina             | CSS                  |
| 379151                | 2009 PA17              | 14 d'agost de 2009     | Siding Spring        | Siding Spring Survey |
| 379152                | 2009 PE21              | 15 d'agost de 2009     | Catalina             | CSS                  |
| 379153                | 2009 QV1               | 31 de març de 2008     | Mount Lemmon         | Mt. Lemmon Survey    |
| 379154                | 2009 QU4               | 16 d'agost de 2009     | La Sagra             | OAM                  |
| 379155 Volkerheinrich | 2009 QR6               | 18 d'agost de 2009     | Tzec Maun            | E. Schwab            |
| 379156                | 2009 QN8               | 17 d'agost de 2009     | Socorro              | LINEAR               |
| 379157                | 2009 QB11              | 16 d'agost de 2009     | Kitt Peak            | Spacewatch           |
| 379158                | 2009 QO12              | 16 d'agost de 2009     | Kitt Peak            | Spacewatch           |
| 379159                | 2009 QW12              | 16 d'agost de 2009     | Kitt Peak            | Spacewatch           |
| 379160                | 2009 QA17              | 17 d'agost de 2009     | La Sagra             | OAM                  |
| 379161                | 2009 QL19              | 18 d'agost de 2009     | Kitt Peak            | Spacewatch           |
| 379162                | 2009 QY21              | 16 de juny de 2005     | Mount Lemmon         | Mt. Lemmon Survey    |
| 379163                | 2009 QS22              | 20 d'agost de 2009     | La Sagra             | OAM                  |
| 379164                | 2009 QG39              | 20 d'agost de 2009     | Kitt Peak            | Spacewatch           |
| 379165                | 2009 QR40              | 6 d'abril de 2008      | Mount Lemmon         | Mt. Lemmon Survey    |
| 379166                | 2009 QV42              | 22 d'agost de 2009     | Socorro              | LINEAR               |
| 379167                | 2009 QK53              | 16 d'agost de 2009     | Kitt Peak            | Spacewatch           |
| 379168                | 2009 QO53              | 16 d'agost de 2009     | Kitt Peak            | Spacewatch           |
| 379169                | 2009 QP53              | 16 d'agost de 2009     | Kitt Peak            | Spacewatch           |
| 379170                | 2009 QJ55              | 28 d'agost de 2009     | Kitt Peak            | Spacewatch           |
| 379171                | 2009 QM57              | 16 d'agost de 2009     | Kitt Peak            | Spacewatch           |
| 379172                | 2009 QY57              | 16 d'agost de 2009     | Kitt Peak            | Spacewatch           |
| 379173                | 2009 RA2               | 10 de setembre de 2009 | ESA OGS              | ESA OGS              |
| 379174                | 2009 RY2               | 28 d'agost de 2009     | Catalina             | CSS                  |
| 379175                | 2009 RT3               | 13 de setembre de 2009 | Kachina              | J. Hobart            |
| 379176                | 2009 RD6               | 13 de setembre de 2009 | Dauban               | F. Kugel             |
| 379177                | 2009 RC8               | 12 de setembre de 2009 | Kitt Peak            | Spacewatch           |
| 379178                | 2009 RF11              | 12 de setembre de 2009 | Kitt Peak            | Spacewatch           |
| 379179                | 2009 RK13              | 12 de setembre de 2009 | Kitt Peak            | Spacewatch           |
| 379180                | 2009 RV18              | 20 d'agost de 2009     | Kitt Peak            | Spacewatch           |
| 379181                | 2009 RL19              | 14 de setembre de 2009 | La Sagra             | OAM                  |
| 379182                | 2009 RQ19              | 16 d'agost de 2009     | Kitt Peak            | Spacewatch           |
| 379183                | 2009 RB32              | 14 de setembre de 2009 | Kitt Peak            | Spacewatch           |
| 379184                | 2009 RR39              | 15 de setembre de 2009 | Kitt Peak            | Spacewatch           |
| 379185                | 2009 RP52              | 15 de setembre de 2009 | Kitt Peak            | Spacewatch           |
| 379186                | 2009 RH59              | 15 de setembre de 2009 | Kitt Peak            | Spacewatch           |
| 379187                | 2009 RV63              | 15 de setembre de 2009 | Kitt Peak            | Spacewatch           |
| 379188                | 2009 RF69              | 17 d'agost de 2009     | Catalina             | CSS                  |
| 379189                | 2009 RO69              | 15 de setembre de 2009 | Mount Lemmon         | Mt. Lemmon Survey    |
| 379190                | 2009 SE14              | 12 de desembre de 2006 | Mount Lemmon         | Mt. Lemmon Survey    |
| 379191                | 2009 SG15              | 26 d'agost de 2009     | Catalina             | CSS                  |
| 379192                | 2009 SG16              | 20 de setembre de 2009 | Mayhill              | A. Lowe              |
| 379193                | 2009 SH17              | 27 d'agost de 2009     | Kitt Peak            | Spacewatch           |
| 379194                | 2009 SD26              | 16 de setembre de 2009 | Kitt Peak            | Spacewatch           |
| 379195                | 2009 SO29              | 16 de setembre de 2009 | Kitt Peak            | Spacewatch           |
| 379196                | 2009 SD38              | 16 de setembre de 2009 | Kitt Peak            | Spacewatch           |
| 379197                | 2009 SR45              | 16 de setembre de 2009 | Kitt Peak            | Spacewatch           |
| 379198                | 2009 SD52              | 22 d'abril de 2004     | Siding Spring        | Siding Spring Survey |
| 379199                | 2009 SF53              | 17 de setembre de 2009 | Catalina             | CSS                  |
| 379200                | 2009 SP58              | 17 de setembre de 2009 | Kitt Peak            | Spacewatch           |

## 379201-379300
| Nom    | Designació provisional | Data de descobriment   | Lloc de descobriment | Descobridor/s                        |
| ------ | ---------------------- | ---------------------- | -------------------- | ------------------------------------ |
| 379201 | 2009 SO59              | 17 de setembre de 2009 | Kitt Peak            | Spacewatch                           |
| 379202 | 2009 SG63              | 16 d'agost de 2009     | Kitt Peak            | Spacewatch                           |
| 379203 | 2009 SF66              | 17 de setembre de 2009 | Kitt Peak            | Spacewatch                           |
| 379204 | 2009 SO70              | 11 de març de 2007     | Anderson Mesa        | LONEOS                               |
| 379205 | 2009 ST87              | 18 de setembre de 2009 | Kitt Peak            | Spacewatch                           |
| 379206 | 2009 SK96              | 19 de setembre de 2009 | Mount Lemmon         | Mt. Lemmon Survey                    |
| 379207 | 2009 ST101             | 24 de setembre de 2009 | Vail-Jarnac          | Jarnac                               |
| 379208 | 2009 SL122             | 18 de setembre de 2009 | Kitt Peak            | Spacewatch                           |
| 379209 | 2009 SD124             | 18 de setembre de 2009 | Kitt Peak            | Spacewatch                           |
| 379210 | 2009 SO125             | 18 de setembre de 2009 | Kitt Peak            | Spacewatch                           |
| 379211 | 2009 SR130             | 18 de setembre de 2009 | Kitt Peak            | Spacewatch                           |
| 379212 | 2009 SZ130             | 18 de setembre de 2009 | Kitt Peak            | Spacewatch                           |
| 379213 | 2009 SG134             | 18 de setembre de 2009 | Kitt Peak            | Spacewatch                           |
| 379214 | 2009 SY134             | 18 de setembre de 2009 | Kitt Peak            | Spacewatch                           |
| 379215 | 2009 SC141             | 19 de setembre de 2009 | Kitt Peak            | Spacewatch                           |
| 379216 | 2009 SW153             | 20 de setembre de 2009 | Kitt Peak            | Spacewatch                           |
| 379217 | 2009 SY156             | 20 de setembre de 2009 | Kitt Peak            | Spacewatch                           |
| 379218 | 2009 SB182             | 21 de setembre de 2009 | Mount Lemmon         | Mt. Lemmon Survey                    |
| 379219 | 2009 SG184             | 21 de setembre de 2009 | Kitt Peak            | Spacewatch                           |
| 379220 | 2009 SP184             | 21 de setembre de 2009 | Kitt Peak            | Spacewatch                           |
| 379221 | 2009 SY192             | 22 de setembre de 2009 | Kitt Peak            | Spacewatch                           |
| 379222 | 2009 SJ193             | 22 de setembre de 2009 | Kitt Peak            | Spacewatch                           |
| 379223 | 2009 SM201             | 22 de setembre de 2009 | Kitt Peak            | Spacewatch                           |
| 379224 | 2009 SQ213             | 23 de setembre de 2009 | Kitt Peak            | Spacewatch                           |
| 379225 | 2009 SZ214             | 23 de setembre de 2009 | Kitt Peak            | Spacewatch                           |
| 379226 | 2009 SV217             | 24 de setembre de 2009 | Mount Lemmon         | Mt. Lemmon Survey                    |
| 379227 | 2009 SJ230             | 16 de setembre de 2009 | Catalina             | CSS                                  |
| 379228 | 2009 SN233             | 20 de setembre de 2009 | Kitt Peak            | Spacewatch                           |
| 379229 | 2009 SV240             | 18 de setembre de 2009 | Catalina             | CSS                                  |
| 379230 | 2009 SG253             | 22 de setembre de 2009 | Mount Lemmon         | Mt. Lemmon Survey                    |
| 379231 | 2009 SO264             | 4 de gener de 2003     | Kitt Peak            | Spacewatch                           |
| 379232 | 2009 SJ269             | 24 de setembre de 2009 | Kitt Peak            | Spacewatch                           |
| 379233 | 2009 ST273             | 17 de setembre de 2009 | Kitt Peak            | Spacewatch                           |
| 379234 | 2009 SP274             | 16 de setembre de 2009 | Kitt Peak            | Spacewatch                           |
| 379235 | 2009 SU275             | 25 de setembre de 2009 | Kitt Peak            | Spacewatch                           |
| 379236 | 2009 SN276             | 17 de setembre de 2009 | Kitt Peak            | Spacewatch                           |
| 379237 | 2009 SP278             | 25 de setembre de 2009 | Kitt Peak            | Spacewatch                           |
| 379238 | 2009 SC280             | 17 de setembre de 2009 | Kitt Peak            | Spacewatch                           |
| 379239 | 2009 SE300             | 22 de setembre de 2009 | Mount Lemmon         | Mt. Lemmon Survey                    |
| 379240 | 2009 SE320             | 20 de setembre de 2009 | Mount Lemmon         | Mt. Lemmon Survey                    |
| 379241 | 2009 SA338             | 28 de setembre de 2009 | Catalina             | CSS                                  |
| 379242 | 2009 SW341             | 16 de setembre de 2009 | Kitt Peak            | Spacewatch                           |
| 379243 | 2009 SJ349             | 15 d'abril de 2007     | Catalina             | CSS                                  |
| 379244 | 2009 SW349             | 22 de setembre de 2009 | Mount Lemmon         | Mt. Lemmon Survey                    |
| 379245 | 2009 SZ354             | 22 de setembre de 2009 | Mount Lemmon         | Mt. Lemmon Survey                    |
| 379246 | 2009 SJ355             | 20 de setembre de 2009 | Mount Lemmon         | Mt. Lemmon Survey                    |
| 379247 | 2009 TY8               | 11 d'octubre de 2009   | Mount Lemmon         | Mt. Lemmon Survey                    |
| 379248 | 2009 TK15              | 15 d'octubre de 2009   | Taunus               | S. Karge, R. Kling                   |
| 379249 | 2009 TZ17              | 15 d'octubre de 2009   | Catalina             | CSS                                  |
| 379250 | 2009 TR18              | 18 de setembre de 2009 | Kitt Peak            | Spacewatch                           |
| 379251 | 2009 TW19              | 11 d'octubre de 2009   | Mount Lemmon         | Mt. Lemmon Survey                    |
| 379252 | 2009 TA38              | 14 d'octubre de 2009   | Catalina             | CSS                                  |
| 379253 | 2009 TG38              | 28 de setembre de 2009 | Mount Lemmon         | Mt. Lemmon Survey                    |
| 379254 | 2009 TT39              | 14 d'octubre de 2009   | Catalina             | CSS                                  |
| 379255 | 2009 TH43              | 2 d'octubre de 2009    | Mount Lemmon         | Mt. Lemmon Survey                    |
| 379256 | 2009 TZ47              | 31 d'agost de 2005     | Campo Imperatore     | CINEOS                               |
| 379257 | 2009 UR2               | 16 d'octubre de 2009   | Dauban               | F. Kugel                             |
| 379258 | 2009 UT16              | 17 d'octubre de 2009   | La Sagra             | OAM                                  |
| 379259 | 2009 UP19              | 23 d'octubre de 2009   | BlackBird            | K. Levin                             |
| 379260 | 2009 UJ23              | 18 d'octubre de 2009   | Mount Lemmon         | Mt. Lemmon Survey                    |
| 379261 | 2009 UU30              | 18 d'octubre de 2009   | Mount Lemmon         | Mt. Lemmon Survey                    |
| 379262 | 2009 UJ44              | 18 d'octubre de 2009   | Mount Lemmon         | Mt. Lemmon Survey                    |
| 379263 | 2009 UZ44              | 25 de gener de 2007    | Kitt Peak            | Spacewatch                           |
| 379264 | 2009 UW47              | 19 d'octubre de 2009   | Kitt Peak            | Spacewatch                           |
| 379265 | 2009 UO48              | 22 d'octubre de 2009   | Mount Lemmon         | Mt. Lemmon Survey                    |
| 379266 | 2009 UF51              | 22 d'octubre de 2009   | Catalina             | CSS                                  |
| 379267 | 2009 UF61              | 17 d'octubre de 2009   | Mount Lemmon         | Mt. Lemmon Survey                    |
| 379268 | 2009 UE81              | 22 d'octubre de 2009   | Catalina             | CSS                                  |
| 379269 | 2009 UA88              | 30 de setembre de 2005 | Mount Lemmon         | Mt. Lemmon Survey                    |
| 379270 | 2009 UW88              | 24 d'octubre de 2009   | Catalina             | CSS                                  |
| 379271 | 2009 UG98              | 23 d'octubre de 2009   | Mount Lemmon         | Mt. Lemmon Survey                    |
| 379272 | 2009 UJ98              | 23 d'octubre de 2009   | Mount Lemmon         | Mt. Lemmon Survey                    |
| 379273 | 2009 UN98              | 23 d'octubre de 2009   | Mount Lemmon         | Mt. Lemmon Survey                    |
| 379274 | 2009 UN100             | 4 de novembre de 2005  | Mount Lemmon         | Mt. Lemmon Survey                    |
| 379275 | 2009 UT111             | 24 d'octubre de 2009   | Catalina             | CSS                                  |
| 379276 | 2009 UL114             | 21 d'octubre de 2009   | Mount Lemmon         | Mt. Lemmon Survey                    |
| 379277 | 2009 UD127             | 22 d'octubre de 2009   | Catalina             | CSS                                  |
| 379278 | 2009 UP131             | 27 d'octubre de 2009   | Mount Lemmon         | Mt. Lemmon Survey                    |
| 379279 | 2009 UQ138             | 22 d'octubre de 2009   | Mount Lemmon         | Mt. Lemmon Survey                    |
| 379280 | 2009 UP146             | 16 d'octubre de 2009   | Mount Lemmon         | Mt. Lemmon Survey                    |
| 379281 | 2009 UU146             | 24 d'octubre de 2009   | Kitt Peak            | Spacewatch                           |
| 379282 | 2009 UX146             | 30 d'octubre de 2009   | Mount Lemmon         | Mt. Lemmon Survey                    |
| 379283 | 2009 VF1               | 9 de novembre de 2009  | Tzec Maun            | D. Chestnov, A. Novichonok           |
| 379284 | 2009 VZ1               | 21 de febrer de 2007   | Mount Lemmon         | Mt. Lemmon Survey                    |
| 379285 | 2009 VB10              | 21 de setembre de 2009 | Mount Lemmon         | Mt. Lemmon Survey                    |
| 379286 | 2009 VD10              | 19 de setembre de 2009 | Mount Lemmon         | Mt. Lemmon Survey                    |
| 379287 | 2009 VU16              | 8 de novembre de 2009  | Mount Lemmon         | Mt. Lemmon Survey                    |
| 379288 | 2009 VO27              | 8 de novembre de 2009  | Kitt Peak            | Spacewatch                           |
| 379289 | 2009 VU30              | 9 de novembre de 2009  | Mount Lemmon         | Mt. Lemmon Survey                    |
| 379290 | 2009 VH37              | 25 d'octubre de 2009   | Kitt Peak            | Spacewatch                           |
| 379291 | 2009 VM38              | 24 d'octubre de 2009   | Kitt Peak            | Spacewatch                           |
| 379292 | 2009 VB43              | 22 de setembre de 1996 | Xinglong             | Beijing Schmidt CCD Asteroid Program |
| 379293 | 2009 VK44              | 12 de novembre de 2009 | Hibiscus             | N. Teamo                             |
| 379294 | 2009 VO44              | 15 de novembre de 2009 | Mayhill              | Mayhill                              |
| 379295 | 2009 VR61              | 23 d'octubre de 2009   | Kitt Peak            | Spacewatch                           |
| 379296 | 2009 VJ64              | 8 de novembre de 2009  | Kitt Peak            | Spacewatch                           |
| 379297 | 2009 VJ68              | 1 de juliol de 2008    | Catalina             | CSS                                  |
| 379298 | 2009 VO70              | 9 de novembre de 2009  | Mount Lemmon         | Mt. Lemmon Survey                    |
| 379299 | 2009 VF71              | 9 de novembre de 2009  | Mount Lemmon         | Mt. Lemmon Survey                    |
| 379300 | 2009 VL71              | 9 de novembre de 2009  | Nogales              | Tenagra II                           |

## 379301-379400
| Nom    | Designació provisional | Data de descobriment   | Lloc de descobriment | Descobridor/s                    |
| ------ | ---------------------- | ---------------------- | -------------------- | -------------------------------- |
| 379301 | 2009 VH72              | 14 de novembre de 2009 | Socorro              | LINEAR                           |
| 379302 | 2009 VB76              | 13 de novembre de 2009 | La Sagra             | OAM                              |
| 379303 | 2009 VQ78              | 9 de novembre de 2009  | Catalina             | CSS                              |
| 379304 | 2009 VN81              | 9 de novembre de 2009  | Mount Lemmon         | Mt. Lemmon Survey                |
| 379305 | 2009 VH83              | 30 d'octubre de 2009   | Mount Lemmon         | Mt. Lemmon Survey                |
| 379306 | 2009 VR84              | 9 de novembre de 2009  | Kitt Peak            | Spacewatch                       |
| 379307 | 2009 VB88              | 10 de novembre de 2009 | Kitt Peak            | Spacewatch                       |
| 379308 | 2009 VQ90              | 26 de març de 2007     | Kitt Peak            | Spacewatch                       |
| 379309 | 2009 VA91              | 11 de novembre de 2009 | Kitt Peak            | Spacewatch                       |
| 379310 | 2009 VH91              | 10 de novembre de 2009 | Kitt Peak            | Spacewatch                       |
| 379311 | 2009 VN103             | 18 de desembre de 2004 | Mount Lemmon         | Mt. Lemmon Survey                |
| 379312 | 2009 WY4               | 16 de novembre de 2009 | Kitt Peak            | Spacewatch                       |
| 379313 | 2009 WF10              | 19 de novembre de 2009 | Socorro              | LINEAR                           |
| 379314 | 2009 WN14              | 16 de novembre de 2009 | Mount Lemmon         | Mt. Lemmon Survey                |
| 379315 | 2009 WA19              | 22 d'octubre de 2009   | Mount Lemmon         | Mt. Lemmon Survey                |
| 379316 | 2009 WL19              | 28 de gener de 2006    | Catalina             | CSS                              |
| 379317 | 2009 WM25              | 22 de novembre de 2009 | Catalina             | CSS                              |
| 379318 | 2009 WZ27              | 25 de novembre de 2005 | Mount Lemmon         | Mt. Lemmon Survey                |
| 379319 | 2009 WA28              | 13 de març de 2007     | Mount Lemmon         | Mt. Lemmon Survey                |
| 379320 | 2009 WS32              | 16 de novembre de 2009 | Kitt Peak            | Spacewatch                       |
| 379321 | 2009 WT34              | 16 de novembre de 2009 | Kitt Peak            | Spacewatch                       |
| 379322 | 2009 WC36              | 17 de novembre de 2009 | Kitt Peak            | Spacewatch                       |
| 379323 | 2009 WW39              | 17 de desembre de 2001 | Socorro              | LINEAR                           |
| 379324 | 2009 WZ41              | 17 de novembre de 2009 | Kitt Peak            | Spacewatch                       |
| 379325 | 2009 WM42              | 17 de novembre de 2009 | Mount Lemmon         | Mt. Lemmon Survey                |
| 379326 | 2009 WF52              | 17 de novembre de 2009 | Catalina             | CSS                              |
| 379327 | 2009 WJ67              | 17 de novembre de 2009 | Mount Lemmon         | Mt. Lemmon Survey                |
| 379328 | 2009 WA69              | 17 de novembre de 2009 | Kitt Peak            | Spacewatch                       |
| 379329 | 2009 WY70              | 18 de novembre de 2009 | Kitt Peak            | Spacewatch                       |
| 379330 | 2009 WP71              | 21 d'octubre de 2009   | Mount Lemmon         | Mt. Lemmon Survey                |
| 379331 | 2009 WG73              | 18 de novembre de 2009 | Kitt Peak            | Spacewatch                       |
| 379332 | 2009 WG74              | 18 de novembre de 2009 | Kitt Peak            | Spacewatch                       |
| 379333 | 2009 WU75              | 18 de novembre de 2009 | Kitt Peak            | Spacewatch                       |
| 379334 | 2009 WX75              | 18 de novembre de 2009 | Kitt Peak            | Spacewatch                       |
| 379335 | 2009 WT77              | 25 de desembre de 2005 | Kitt Peak            | Spacewatch                       |
| 379336 | 2009 WY77              | 18 de novembre de 2009 | Kitt Peak            | Spacewatch                       |
| 379337 | 2009 WK83              | 19 de novembre de 2009 | Kitt Peak            | Spacewatch                       |
| 379338 | 2009 WZ83              | 19 de setembre de 2009 | Mount Lemmon         | Mt. Lemmon Survey                |
| 379339 | 2009 WS85              | 19 de novembre de 2009 | Kitt Peak            | Spacewatch                       |
| 379340 | 2009 WY87              | 19 de novembre de 2009 | Kitt Peak            | Spacewatch                       |
| 379341 | 2009 WT89              | 19 de novembre de 2009 | Kitt Peak            | Spacewatch                       |
| 379342 | 2009 WN92              | 19 de novembre de 2009 | Mount Lemmon         | Mt. Lemmon Survey                |
| 379343 | 2009 WO92              | 19 de novembre de 2009 | Kitt Peak            | Spacewatch                       |
| 379344 | 2009 WA93              | 19 de novembre de 2009 | Kitt Peak            | Spacewatch                       |
| 379345 | 2009 WC101             | 22 de novembre de 2009 | Kitt Peak            | Spacewatch                       |
| 379346 | 2009 WS101             | 22 de novembre de 2009 | Catalina             | CSS                              |
| 379347 | 2009 WQ105             | 25 de novembre de 2009 | La Sagra             | OAM                              |
| 379348 | 2009 WF116             | 1 de desembre de 2005  | Mount Lemmon         | Mt. Lemmon Survey                |
| 379349 | 2009 WL125             | 16 de novembre de 2009 | Kitt Peak            | Spacewatch                       |
| 379350 | 2009 WG132             | 20 de novembre de 2009 | Andrushivka          | Andrushivka                      |
| 379351 | 2009 WN132             | 21 de novembre de 2009 | Catalina             | CSS                              |
| 379352 | 2009 WT136             | 23 de novembre de 2009 | Catalina             | CSS                              |
| 379353 | 2009 WP150             | 26 de març de 2007     | Mount Lemmon         | Mt. Lemmon Survey                |
| 379354 | 2009 WB159             | 20 de novembre de 2009 | Mount Lemmon         | Mt. Lemmon Survey                |
| 379355 | 2009 WJ159             | 20 de novembre de 2009 | Andrushivka          | Andrushivka                      |
| 379356 | 2009 WO165             | 21 de novembre de 2009 | Kitt Peak            | Spacewatch                       |
| 379357 | 2009 WY171             | 22 de novembre de 2009 | Mount Lemmon         | Mt. Lemmon Survey                |
| 379358 | 2009 WG175             | 23 de novembre de 2009 | Kitt Peak            | Spacewatch                       |
| 379359 | 2009 WX176             | 23 de novembre de 2009 | Catalina             | CSS                              |
| 379360 | 2009 WJ180             | 23 de novembre de 2009 | Kitt Peak            | Spacewatch                       |
| 379361 | 2009 WV180             | 23 de novembre de 2009 | Kitt Peak            | Spacewatch                       |
| 379362 | 2009 WE188             | 28 d'octubre de 2005   | Kitt Peak            | Spacewatch                       |
| 379363 | 2009 WH192             | 24 de novembre de 2009 | Mount Lemmon         | Mt. Lemmon Survey                |
| 379364 | 2009 WO209             | 17 de novembre de 2009 | Kitt Peak            | Spacewatch                       |
| 379365 | 2009 WC211             | 18 de novembre de 2009 | Kitt Peak            | Spacewatch                       |
| 379366 | 2009 WE212             | 18 de novembre de 2009 | Kitt Peak            | Spacewatch                       |
| 379367 | 2009 WT212             | 18 de novembre de 2009 | Kitt Peak            | Spacewatch                       |
| 379368 | 2009 WU214             | 21 de novembre de 2009 | Kitt Peak            | Spacewatch                       |
| 379369 | 2009 WN216             | 24 d'octubre de 2009   | Catalina             | CSS                              |
| 379370 | 2009 WX242             | 19 de novembre de 2009 | Kitt Peak            | Spacewatch                       |
| 379371 | 2009 WA248             | 16 de novembre de 2009 | Mount Lemmon         | Mt. Lemmon Survey                |
| 379372 | 2009 WA250             | 25 de novembre de 2009 | Kitt Peak            | Spacewatch                       |
| 379373 | 2009 WS253             | 17 de novembre de 2009 | Kitt Peak            | Spacewatch                       |
| 379374 | 2009 WV255             | 20 de novembre de 2009 | Kitt Peak            | Spacewatch                       |
| 379375 | 2009 WW259             | 16 de novembre de 2009 | Kitt Peak            | Spacewatch                       |
| 379376 | 2009 WR261             | 16 de novembre de 2009 | Socorro              | LINEAR                           |
| 379377 | 2009 WZ261             | 17 de novembre de 2009 | Socorro              | LINEAR                           |
| 379378 | 2009 WT262             | 21 de novembre de 2009 | Mount Lemmon         | Mt. Lemmon Survey                |
| 379379 | 2009 XT3               | 9 de desembre de 2009  | La Sagra             | OAM                              |
| 379380 | 2009 XF4               | 10 de desembre de 2009 | Mount Lemmon         | Mt. Lemmon Survey                |
| 379381 | 2009 XN10              | 10 de desembre de 2009 | Mount Lemmon         | Mt. Lemmon Survey                |
| 379382 | 2009 XP12              | 8 de novembre de 2009  | Kitt Peak            | Spacewatch                       |
| 379383 | 2009 XX13              | 10 de novembre de 2009 | Kitt Peak            | Spacewatch                       |
| 379384 | 2009 XC15              | 15 de desembre de 2009 | Mount Lemmon         | Mt. Lemmon Survey                |
| 379385 | 2009 XB17              | 15 de desembre de 2009 | Mount Lemmon         | Mt. Lemmon Survey                |
| 379386 | 2009 XV19              | 15 de desembre de 2009 | Mount Lemmon         | Mt. Lemmon Survey                |
| 379387 | 2009 YM5               | 17 de desembre de 2009 | Mount Lemmon         | Mt. Lemmon Survey                |
| 379388 | 2009 YR5               | 17 de desembre de 2009 | Mount Lemmon         | Mt. Lemmon Survey                |
| 379389 | 2009 YD6               | 17 de desembre de 2009 | Kitt Peak            | Spacewatch                       |
| 379390 | 2009 YE6               | 17 de desembre de 2009 | Kitt Peak            | Spacewatch                       |
| 379391 | 2009 YR9               | 17 de desembre de 2009 | Mount Lemmon         | Mt. Lemmon Survey                |
| 379392 | 2009 YB10              | 17 de desembre de 2009 | Mount Lemmon         | Mt. Lemmon Survey                |
| 379393 | 2009 YR10              | 18 de desembre de 2009 | Mount Lemmon         | Mt. Lemmon Survey                |
| 379394 | 2009 YV12              | 18 de desembre de 2009 | Kitt Peak            | Spacewatch                       |
| 379395 | 2009 YZ13              | 4 de setembre de 2008  | Kitt Peak            | Spacewatch                       |
| 379396 | 2009 YM20              | 27 de desembre de 2009 | Kitt Peak            | Spacewatch                       |
| 379397 | 2009 YY20              | 27 de desembre de 2009 | Kitt Peak            | Spacewatch                       |
| 379398 | 2010 AU2               | 7 de gener de 2010     | Bisei SG Center      | BATTeRS                          |
| 379399 | 2010 AZ3               | 9 de gener de 2010     | Janesville           | Doc Greiner Research Observatory |
| 379400 | 2010 AG8               | 6 de gener de 2010     | Catalina             | CSS                              |

## 379401-379500
| Nom    | Designació provisional | Data de descobriment   | Lloc de descobriment | Descobridor/s        |
| ------ | ---------------------- | ---------------------- | -------------------- | -------------------- |
| 379401 | 2010 AH8               | 6 de gener de 2010     | Catalina             | CSS                  |
| 379402 | 2010 AL8               | 6 de gener de 2010     | Catalina             | CSS                  |
| 379403 | 2010 AA10              | 6 de gener de 2010     | Catalina             | CSS                  |
| 379404 | 2010 AH23              | 6 de gener de 2010     | Kitt Peak            | Spacewatch           |
| 379405 | 2010 AU32              | 17 de novembre de 2009 | Mount Lemmon         | Mt. Lemmon Survey    |
| 379406 | 2010 AY40              | 5 de gener de 2010     | Kitt Peak            | Spacewatch           |
| 379407 | 2010 AX41              | 6 de gener de 2010     | Catalina             | CSS                  |
| 379408 | 2010 AA42              | 6 de gener de 2010     | Catalina             | CSS                  |
| 379409 | 2010 AD43              | 19 de desembre de 2009 | Kitt Peak            | Spacewatch           |
| 379410 | 2010 AP50              | 8 de gener de 2010     | Kitt Peak            | Spacewatch           |
| 379411 | 2010 AW56              | 10 de desembre de 2009 | Socorro              | LINEAR               |
| 379412 | 2010 AO59              | 6 de gener de 2010     | Catalina             | CSS                  |
| 379413 | 2010 AA61              | 10 de gener de 2010    | Socorro              | LINEAR               |
| 379414 | 2010 AU67              | 12 de gener de 2010    | Kitt Peak            | Spacewatch           |
| 379415 | 2010 AB71              | 12 de gener de 2010    | Mount Lemmon         | Mt. Lemmon Survey    |
| 379416 | 2010 AV73              | 27 de novembre de 2009 | Kitt Peak            | Spacewatch           |
| 379417 | 2010 AY73              | 15 de gener de 2010    | Catalina             | CSS                  |
| 379418 | 2010 AE74              | 7 de gener de 2010     | Kitt Peak            | Spacewatch           |
| 379419 | 2010 AD75              | 30 de desembre de 2000 | Socorro              | LINEAR               |
| 379420 | 2010 AP75              | 10 de gener de 2010    | Socorro              | LINEAR               |
| 379421 | 2010 AF77              | 16 de novembre de 2009 | Mount Lemmon         | Mt. Lemmon Survey    |
| 379422 | 2010 AW77              | 6 de gener de 2010     | Catalina             | CSS                  |
| 379423 | 2010 AB122             | 14 de gener de 2010    | WISE                 | WISE                 |
| 379424 | 2010 BW                | 17 de gener de 2010    | Bisei SG Center      | BATTeRS              |
| 379425 | 2010 BK6               | 17 de gener de 2010    | Siding Spring        | Siding Spring Survey |
| 379426 | 2010 BF10              | 16 de gener de 2010    | WISE                 | WISE                 |
| 379427 | 2010 BV93              | 27 de gener de 2010    | WISE                 | WISE                 |
| 379428 | 2010 CL5               | 9 de febrer de 2010    | Catalina             | CSS                  |
| 379429 | 2010 CK11              | 6 de desembre de 2008  | Mount Lemmon         | Mt. Lemmon Survey    |
| 379430 | 2010 CF18              | 12 de febrer de 2010   | Pla D'Arguines       | R. Ferrando          |
| 379431 | 2010 CU25              | 9 de febrer de 2010    | Mount Lemmon         | Mt. Lemmon Survey    |
| 379432 | 2010 CB26              | 2 d'abril de 2006      | Kitt Peak            | Spacewatch           |
| 379433 | 2010 CS34              | 26 d'octubre de 2008   | Mount Lemmon         | Mt. Lemmon Survey    |
| 379434 | 2010 CH35              | 10 de febrer de 2010   | Kitt Peak            | Spacewatch           |
| 379435 | 2010 CX41              | 6 de febrer de 2010    | Mount Lemmon         | Mt. Lemmon Survey    |
| 379436 | 2010 CK43              | 16 de gener de 2010    | Catalina             | CSS                  |
| 379437 | 2010 CD53              | 14 de febrer de 2010   | WISE                 | WISE                 |
| 379438 | 2010 CE57              | 12 d'abril de 2005     | Kitt Peak            | Spacewatch           |
| 379439 | 2010 CH61              | 9 de febrer de 2010    | Catalina             | CSS                  |
| 379440 | 2010 CW67              | 2 de febrer de 2000    | Kitt Peak            | Spacewatch           |
| 379441 | 2010 CV70              | 6 de gener de 2010     | Kitt Peak            | Spacewatch           |
| 379442 | 2010 CD80              | 13 de febrer de 2010   | Mount Lemmon         | Mt. Lemmon Survey    |
| 379443 | 2010 CV80              | 13 de febrer de 2010   | Mount Lemmon         | Mt. Lemmon Survey    |
| 379444 | 2010 CE81              | 13 de febrer de 2010   | Mount Lemmon         | Mt. Lemmon Survey    |
| 379445 | 2010 CX81              | 13 de febrer de 2010   | Kitt Peak            | Spacewatch           |
| 379446 | 2010 CK85              | 14 de febrer de 2010   | Kitt Peak            | Spacewatch           |
| 379447 | 2010 CZ92              | 14 de febrer de 2010   | Kitt Peak            | Spacewatch           |
| 379448 | 2010 CM95              | 9 de març de 2005      | Mount Lemmon         | Mt. Lemmon Survey    |
| 379449 | 2010 CN98              | 14 de febrer de 2010   | Mount Lemmon         | Mt. Lemmon Survey    |
| 379450 | 2010 CY98              | 12 de setembre de 2007 | Mount Lemmon         | Mt. Lemmon Survey    |
| 379451 | 2010 CV100             | 14 de febrer de 2010   | Mount Lemmon         | Mt. Lemmon Survey    |
| 379452 | 2010 CD114             | 14 de febrer de 2010   | Mount Lemmon         | Mt. Lemmon Survey    |
| 379453 | 2010 CH117             | 14 de febrer de 2010   | Mount Lemmon         | Mt. Lemmon Survey    |
| 379454 | 2010 CG118             | 15 de febrer de 2010   | Kitt Peak            | Spacewatch           |
| 379455 | 2010 CP141             | 1 de març de 2005      | Kitt Peak            | Spacewatch           |
| 379456 | 2010 CW144             | 13 de febrer de 2010   | Catalina             | CSS                  |
| 379457 | 2010 CD155             | 15 de febrer de 2010   | Kitt Peak            | Spacewatch           |
| 379458 | 2010 CG156             | 15 de febrer de 2010   | Kitt Peak            | Spacewatch           |
| 379459 | 2010 CH157             | 15 de febrer de 2010   | Kitt Peak            | Spacewatch           |
| 379460 | 2010 CS159             | 15 de febrer de 2010   | Kitt Peak            | Spacewatch           |
| 379461 | 2010 CP161             | 6 de febrer de 2010    | Mount Lemmon         | Mt. Lemmon Survey    |
| 379462 | 2010 CG165             | 10 de febrer de 2010   | Kitt Peak            | Spacewatch           |
| 379463 | 2010 CK172             | 15 de febrer de 2010   | Kitt Peak            | Spacewatch           |
| 379464 | 2010 CA177             | 10 de febrer de 2010   | Kitt Peak            | Spacewatch           |
| 379465 | 2010 CE177             | 10 de febrer de 2010   | Kitt Peak            | Spacewatch           |
| 379466 | 2010 CJ183             | 15 de febrer de 2010   | Haleakala            | Pan-STARRS 1         |
| 379467 | 2010 CV183             | 15 de febrer de 2010   | Haleakala            | Pan-STARRS 1         |
| 379468 | 2010 CC185             | 15 de febrer de 2010   | Mount Lemmon         | Mt. Lemmon Survey    |
| 379469 | 2010 CM185             | 5 de febrer de 2010    | Kitt Peak            | Spacewatch           |
| 379470 | 2010 DQ4               | 16 de febrer de 2010   | Mount Lemmon         | Mt. Lemmon Survey    |
| 379471 | 2010 DG34              | 20 de febrer de 2010   | WISE                 | WISE                 |
| 379472 | 2010 DT40              | 16 de febrer de 2010   | Haleakala            | M. Micheli           |
| 379473 | 2010 DC42              | 17 de febrer de 2010   | Mount Lemmon         | Mt. Lemmon Survey    |
| 379474 | 2010 DA47              | 13 de febrer de 2010   | Kitt Peak            | Spacewatch           |
| 379475 | 2010 DB47              | 17 de febrer de 2010   | Kitt Peak            | Spacewatch           |
| 379476 | 2010 DU76              | 17 de febrer de 2010   | Catalina             | CSS                  |
| 379477 | 2010 DE79              | 18 de febrer de 2010   | Catalina             | CSS                  |
| 379478 | 2010 DE86              | 11 de febrer de 2002   | Socorro              | LINEAR               |
| 379479 | 2010 EH10              | 4 de març de 2010      | WISE                 | WISE                 |
| 379480 | 2010 EQ35              | 6 de març de 1999      | Kitt Peak            | Spacewatch           |
| 379481 | 2010 ET45              | 15 de març de 2010     | Dauban               | F. Kugel             |
| 379482 | 2010 EZ77              | 12 de març de 2010     | Mount Lemmon         | Mt. Lemmon Survey    |
| 379483 | 2010 EP91              | 20 de setembre de 1996 | Kitt Peak            | Spacewatch           |
| 379484 | 2010 EB98              | 14 de març de 2010     | Mount Lemmon         | Mt. Lemmon Survey    |
| 379485 | 2010 EL98              | 14 de març de 2010     | Kitt Peak            | Spacewatch           |
| 379486 | 2010 EB106             | 13 de març de 2010     | Catalina             | CSS                  |
| 379487 | 2010 ED107             | 12 de març de 2010     | Catalina             | CSS                  |
| 379488 | 2010 EK107             | 12 de març de 2010     | Kitt Peak            | Spacewatch           |
| 379489 | 2010 EZ107             | 12 de març de 2010     | Mount Lemmon         | Mt. Lemmon Survey    |
| 379490 | 2010 EB112             | 12 de març de 2010     | Mount Lemmon         | Mt. Lemmon Survey    |
| 379491 | 2010 EQ127             | 12 de març de 2010     | Catalina             | CSS                  |
| 379492 | 2010 EH139             | 12 de març de 2010     | Mount Lemmon         | Mt. Lemmon Survey    |
| 379493 | 2010 ER139             | 13 de març de 2010     | Mount Lemmon         | Mt. Lemmon Survey    |
| 379494 | 2010 EK141             | 22 de desembre de 2003 | Kitt Peak            | Spacewatch           |
| 379495 | 2010 EN143             | 9 de març de 2010      | Siding Spring        | Siding Spring Survey |
| 379496 | 2010 ER143             | 15 de març de 2010     | Catalina             | CSS                  |
| 379497 | 2010 FN21              | 18 de març de 2010     | Mount Lemmon         | Mt. Lemmon Survey    |
| 379498 | 2010 FZ30              | 17 de març de 2010     | Kitt Peak            | Spacewatch           |
| 379499 | 2010 FE53              | 20 de desembre de 2009 | Catalina             | CSS                  |
| 379500 | 2010 FU56              | 20 de març de 2010     | Catalina             | CSS                  |

## 379501-379600
| Nom    | Designació provisional | Data de descobriment   | Lloc de descobriment | Descobridor/s     |
| ------ | ---------------------- | ---------------------- | -------------------- | ----------------- |
| 379501 | 2010 FR87              | 26 de març de 2010     | Kitt Peak            | Spacewatch        |
| 379502 | 2010 FW91              | 13 de setembre de 2007 | Mount Lemmon         | Mt. Lemmon Survey |
| 379503 | 2010 FM101             | 21 de març de 2010     | Catalina             | CSS               |
| 379504 | 2010 GB74              | 14 d'abril de 2010     | WISE                 | WISE              |
| 379505 | 2010 GX99              | 18 d'octubre de 2007   | Mount Lemmon         | Mt. Lemmon Survey |
| 379506 | 2010 GN105             | 7 d'abril de 2010      | Kitt Peak            | Spacewatch        |
| 379507 | 2010 GL135             | 4 d'abril de 2010      | Kitt Peak            | Spacewatch        |
| 379508 | 2010 GU157             | 11 d'abril de 2010     | Mount Lemmon         | Mt. Lemmon Survey |
| 379509 | 2010 GC159             | 5 d'abril de 2010      | Catalina             | CSS               |
| 379510 | 2010 GC161             | 14 d'abril de 2010     | Mount Lemmon         | Mt. Lemmon Survey |
| 379511 | 2010 HC1               | 18 d'abril de 2010     | WISE                 | WISE              |
| 379512 | 2010 HJ63              | 26 d'abril de 2010     | WISE                 | WISE              |
| 379513 | 2010 JG35              | 4 de maig de 2010      | Catalina             | CSS               |
| 379514 | 2010 JW78              | 11 de maig de 2010     | Kitt Peak            | Spacewatch        |
| 379515 | 2010 JD113             | 7 de maig de 2010      | Mount Lemmon         | Mt. Lemmon Survey |
| 379516 | 2010 LM6               | 1 de juny de 2010      | WISE                 | WISE              |
| 379517 | 2010 LH33              | 2 de febrer de 2009    | Mount Lemmon         | Mt. Lemmon Survey |
| 379518 | 2010 LB49              | 8 de juny de 2010      | WISE                 | WISE              |
| 379519 | 2010 LS68              | 9 de juny de 2010      | WISE                 | WISE              |
| 379520 | 2010 OS23              | 17 de maig de 2001     | Socorro              | LINEAR            |
| 379521 | 2010 OR86              | 27 de juliol de 2010   | WISE                 | WISE              |
| 379522 | 2010 UV4               | 17 d'octubre de 2010   | Mount Lemmon         | Mt. Lemmon Survey |
| 379523 | 2010 UY66              | 4 de desembre de 2007  | Mount Lemmon         | Mt. Lemmon Survey |
| 379524 | 2010 UP76              | 10 d'agost de 2010     | Kitt Peak            | Spacewatch        |
| 379525 | 2010 UC93              | 5 de desembre de 2007  | Kitt Peak            | Spacewatch        |
| 379526 | 2010 UH104             | 28 de març de 2009     | Mount Lemmon         | Mt. Lemmon Survey |
| 379527 | 2010 US106             | 23 de novembre de 2006 | Mount Lemmon         | Mt. Lemmon Survey |
| 379528 | 2010 VW23              | 9 de novembre de 2007  | Kitt Peak            | Spacewatch        |
| 379529 | 2010 VM71              | 30 de desembre de 2007 | Mount Lemmon         | Mt. Lemmon Survey |
| 379530 | 2010 VL112             | 18 de setembre de 2010 | Mount Lemmon         | Mt. Lemmon Survey |
| 379531 | 2010 WP10              | 26 de setembre de 2009 | Kitt Peak            | Spacewatch        |
| 379532 | 2010 WW45              | 4 de febrer de 2005    | Kitt Peak            | Spacewatch        |
| 379533 | 2010 WV55              | 24 de maig de 2006     | Mount Lemmon         | Mt. Lemmon Survey |
| 379534 | 2010 WO58              | 4 de desembre de 2007  | Kitt Peak            | Spacewatch        |
| 379535 | 2010 WS60              | 11 d'abril de 2005     | Mount Lemmon         | Mt. Lemmon Survey |
| 379536 | 2010 WP63              | 15 de gener de 2008    | Mount Lemmon         | Mt. Lemmon Survey |
| 379537 | 2010 WT72              | 27 de novembre de 2010 | Mount Lemmon         | Mt. Lemmon Survey |
| 379538 | 2010 XP15              | 11 de març de 2002     | Kitt Peak            | Spacewatch        |
| 379539 | 2010 XA48              | 20 d'octubre de 2007   | Mount Lemmon         | Mt. Lemmon Survey |
| 379540 | 2010 XW62              | 19 de desembre de 2007 | Mount Lemmon         | Mt. Lemmon Survey |
| 379541 | 2011 AN                | 29 de desembre de 2003 | Kitt Peak            | Spacewatch        |
| 379542 | 2011 AQ3               | 12 de febrer de 2008   | Mount Lemmon         | Mt. Lemmon Survey |
| 379543 | 2011 AZ7               | 31 d'octubre de 2006   | Mount Lemmon         | Mt. Lemmon Survey |
| 379544 | 2011 AQ14              | 15 de novembre de 2010 | Mount Lemmon         | Mt. Lemmon Survey |
| 379545 | 2011 AC15              | 21 de setembre de 2009 | Mount Lemmon         | Mt. Lemmon Survey |
| 379546 | 2011 AJ15              | 9 de desembre de 2010  | Kitt Peak            | Spacewatch        |
| 379547 | 2011 AR19              | 9 de desembre de 2006  | Kitt Peak            | Spacewatch        |
| 379548 | 2011 AN21              | 21 de desembre de 2006 | Kitt Peak            | Spacewatch        |
| 379549 | 2011 AT21              | 10 de març de 2008     | Mount Lemmon         | Mt. Lemmon Survey |
| 379550 | 2011 AE24              | 28 d'agost de 2009     | Kitt Peak            | Spacewatch        |
| 379551 | 2011 AN24              | 6 de març de 2008      | Mount Lemmon         | Mt. Lemmon Survey |
| 379552 | 2011 AT32              | 18 de setembre de 2006 | Kitt Peak            | Spacewatch        |
| 379553 | 2011 AU34              | 20 de setembre de 2006 | Kitt Peak            | Spacewatch        |
| 379554 | 2011 AR41              | 10 de gener de 2011    | Mount Lemmon         | Mt. Lemmon Survey |
| 379555 | 2011 AU44              | 19 de setembre de 2006 | Kitt Peak            | Spacewatch        |
| 379556 | 2011 AA47              | 21 de gener de 2004    | Socorro              | LINEAR            |
| 379557 | 2011 AR53              | 19 d'agost de 2006     | Kitt Peak            | Spacewatch        |
| 379558 | 2011 AL56              | 6 de febrer de 2007    | Kitt Peak            | Spacewatch        |
| 379559 | 2011 AF57              | 12 de desembre de 2006 | Kitt Peak            | Spacewatch        |
| 379560 | 2011 AL66              | 17 de febrer de 2004   | Kitt Peak            | Spacewatch        |
| 379561 | 2011 AR66              | 20 de novembre de 2006 | Kitt Peak            | Spacewatch        |
| 379562 | 2011 AK69              | 3 de gener de 2011     | Mount Lemmon         | Mt. Lemmon Survey |
| 379563 | 2011 AJ72              | 21 de setembre de 2009 | Mount Lemmon         | Mt. Lemmon Survey |
| 379564 | 2011 AE78              | 19 de novembre de 2006 | Catalina             | CSS               |
| 379565 | 2011 AS79              | 22 de gener de 2004    | Socorro              | LINEAR            |
| 379566 | 2011 BA2               | 11 de febrer de 2004   | Kitt Peak            | Spacewatch        |
| 379567 | 2011 BC3               | 28 de febrer de 2008   | Kitt Peak            | Spacewatch        |
| 379568 | 2011 BL4               | 5 de desembre de 2010  | Mount Lemmon         | Mt. Lemmon Survey |
| 379569 | 2011 BK8               | 14 de febrer de 2004   | Kitt Peak            | Spacewatch        |
| 379570 | 2011 BY14              | 28 de setembre de 2006 | Kitt Peak            | Spacewatch        |
| 379571 | 2011 BH25              | 16 de maig de 2004     | Kitt Peak            | Spacewatch        |
| 379572 | 2011 BD32              | 19 de setembre de 2006 | Catalina             | CSS               |
| 379573 | 2011 BB33              | 23 d'octubre de 2006   | Mount Lemmon         | Mt. Lemmon Survey |
| 379574 | 2011 BW37              | 13 de setembre de 2004 | Kitt Peak            | Spacewatch        |
| 379575 | 2011 BD43              | 26 de novembre de 2005 | Mount Lemmon         | Mt. Lemmon Survey |
| 379576 | 2011 BP45              | 16 de febrer de 2004   | Kitt Peak            | Spacewatch        |
| 379577 | 2011 BV50              | 21 de setembre de 2009 | Mount Lemmon         | Mt. Lemmon Survey |
| 379578 | 2011 BS52              | 16 de novembre de 2006 | Kitt Peak            | Spacewatch        |
| 379579 | 2011 BM54              | 1 de desembre de 2006  | Mount Lemmon         | Mt. Lemmon Survey |
| 379580 | 2011 BD63              | 28 d'abril de 2003     | Kitt Peak            | Spacewatch        |
| 379581 | 2011 BC67              | 26 de setembre de 2006 | Kitt Peak            | Spacewatch        |
| 379582 | 2011 BM68              | 19 de gener de 2004    | Kitt Peak            | Spacewatch        |
| 379583 | 2011 BY71              | 20 de novembre de 2009 | Mount Lemmon         | Mt. Lemmon Survey |
| 379584 | 2011 BO80              | 16 de novembre de 2006 | Kitt Peak            | Spacewatch        |
| 379585 | 2011 BF83              | 31 de març de 2003     | Anderson Mesa        | LONEOS            |
| 379586 | 2011 BG84              | 18 d'agost de 2006     | Kitt Peak            | Spacewatch        |
| 379587 | 2011 BE100             | 18 de setembre de 2009 | Kitt Peak            | Spacewatch        |
| 379588 | 2011 BO114             | 4 d'octubre de 2006    | Mount Lemmon         | Mt. Lemmon Survey |
| 379589 | 2011 BT115             | 5 de desembre de 2010  | Mount Lemmon         | Mt. Lemmon Survey |
| 379590 | 2011 BE139             | 15 de juliol de 2005   | Kitt Peak            | Spacewatch        |
| 379591 | 2011 CZ1               | 27 de febrer de 2000   | Kitt Peak            | Spacewatch        |
| 379592 | 2011 CZ2               | 28 d'octubre de 2006   | Catalina             | CSS               |
| 379593 | 2011 CX12              | 5 de novembre de 2005  | Kitt Peak            | Spacewatch        |
| 379594 | 2011 CS15              | 23 d'octubre de 2006   | Kitt Peak            | Spacewatch        |
| 379595 | 2011 CY18              | 30 de novembre de 2005 | Kitt Peak            | Spacewatch        |
| 379596 | 2011 CF19              | 2 d'octubre de 2006    | Mount Lemmon         | Mt. Lemmon Survey |
| 379597 | 2011 CS33              | 8 de desembre de 2010  | Mount Lemmon         | Mt. Lemmon Survey |
| 379598 | 2011 CW33              | 27 de gener de 2011    | Mount Lemmon         | Mt. Lemmon Survey |
| 379599 | 2011 CY37              | 20 de novembre de 2006 | Kitt Peak            | Spacewatch        |
| 379600 | 2011 CB42              | 29 d'abril de 2000     | Socorro              | LINEAR            |

## 379601-379700
| Nom    | Designació provisional | Data de descobriment   | Lloc de descobriment | Descobridor/s        |
| ------ | ---------------------- | ---------------------- | -------------------- | -------------------- |
| 379601 | 2011 CZ45              | 15 d'agost de 2009     | Catalina             | CSS                  |
| 379602 | 2011 CZ46              | 16 d'octubre de 2006   | Catalina             | CSS                  |
| 379603 | 2011 CD49              | 14 de maig de 2004     | Kitt Peak            | Spacewatch           |
| 379604 | 2011 CY52              | 16 d'agost de 2009     | Kitt Peak            | Spacewatch           |
| 379605 | 2011 CJ54              | 28 de gener de 2007    | Mount Lemmon         | Mt. Lemmon Survey    |
| 379606 | 2011 CO61              | 17 de setembre de 2009 | Kitt Peak            | Spacewatch           |
| 379607 | 2011 CY67              | 10 de gener de 2007    | Kitt Peak            | Spacewatch           |
| 379608 | 2011 CS68              | 8 de gener de 2007     | Kitt Peak            | Spacewatch           |
| 379609 | 2011 CS72              | 15 de març de 2004     | Socorro              | LINEAR               |
| 379610 | 2011 CY73              | 24 de gener de 2006    | Anderson Mesa        | LONEOS               |
| 379611 | 2011 CZ74              | 20 de novembre de 2003 | Socorro              | LINEAR               |
| 379612 | 2011 CC75              | 8 d'agost de 2004      | Socorro              | LINEAR               |
| 379613 | 2011 CE83              | 29 de setembre de 2005 | Catalina             | CSS                  |
| 379614 | 2011 CS86              | 2 de desembre de 2005  | Mount Lemmon         | Mt. Lemmon Survey    |
| 379615 | 2011 CA88              | 18 de novembre de 2006 | Kitt Peak            | Spacewatch           |
| 379616 | 2011 CO88              | 9 de desembre de 2006  | Kitt Peak            | Spacewatch           |
| 379617 | 2011 CK112             | 15 d'agost de 2009     | Catalina             | CSS                  |
| 379618 | 2011 CY115             | 28 d'octubre de 2005   | Kitt Peak            | Spacewatch           |
| 379619 | 2011 DB3               | 4 de febrer de 2000    | Kitt Peak            | Spacewatch           |
| 379620 | 2011 DU3               | 23 de febrer de 2004   | Socorro              | LINEAR               |
| 379621 | 2011 DB6               | 26 de desembre de 2006 | Catalina             | CSS                  |
| 379622 | 2011 DF6               | 3 de març de 2000      | Socorro              | LINEAR               |
| 379623 | 2011 DY7               | 8 de novembre de 2009  | Mount Lemmon         | Mt. Lemmon Survey    |
| 379624 | 2011 DM8               | 14 de gener de 2010    | WISE                 | WISE                 |
| 379625 | 2011 DZ8               | 18 de novembre de 1998 | Kitt Peak            | Spacewatch           |
| 379626 | 2011 DN9               | 27 de desembre de 2005 | Kitt Peak            | Spacewatch           |
| 379627 | 2011 DM10              | 16 de gener de 2011    | Mount Lemmon         | Mt. Lemmon Survey    |
| 379628 | 2011 DM13              | 25 de setembre de 2009 | Catalina             | CSS                  |
| 379629 | 2011 DN13              | 30 d'abril de 2008     | Mount Lemmon         | Mt. Lemmon Survey    |
| 379630 | 2011 DM14              | 28 de setembre de 2006 | Mount Lemmon         | Mt. Lemmon Survey    |
| 379631 | 2011 DH18              | 10 de febrer de 2011   | Mount Lemmon         | Mt. Lemmon Survey    |
| 379632 | 2011 DH22              | 25 de gener de 2007    | Kitt Peak            | Spacewatch           |
| 379633 | 2011 DC23              | 26 de febrer de 2011   | Kitt Peak            | Spacewatch           |
| 379634 | 2011 DH24              | 15 de setembre de 2009 | Kitt Peak            | Spacewatch           |
| 379635 | 2011 DX24              | 20 de novembre de 2006 | Kitt Peak            | Spacewatch           |
| 379636 | 2011 DO25              | 8 de gener de 2011     | Mount Lemmon         | Mt. Lemmon Survey    |
| 379637 | 2011 DE27              | 26 d'octubre de 2005   | Kitt Peak            | Spacewatch           |
| 379638 | 2011 DG31              | 15 de setembre de 2004 | Kitt Peak            | Spacewatch           |
| 379639 | 2011 DK37              | 26 de febrer de 2007   | Mount Lemmon         | Mt. Lemmon Survey    |
| 379640 | 2011 DP39              | 11 de desembre de 2006 | Kitt Peak            | Spacewatch           |
| 379641 | 2011 DX39              | 26 d'octubre de 2005   | Kitt Peak            | Spacewatch           |
| 379642 | 2011 EB1               | 17 de febrer de 2007   | Mount Lemmon         | Mt. Lemmon Survey    |
| 379643 | 2011 ET6               | 22 de desembre de 2003 | Kitt Peak            | Spacewatch           |
| 379644 | 2011 EY7               | 7 de setembre de 1996  | Kitt Peak            | Spacewatch           |
| 379645 | 2011 EY17              | 11 d'abril de 2007     | Siding Spring        | Siding Spring Survey |
| 379646 | 2011 EL18              | 21 de novembre de 2006 | Mount Lemmon         | Mt. Lemmon Survey    |
| 379647 | 2011 EG19              | 5 de gener de 2000     | Kitt Peak            | Spacewatch           |
| 379648 | 2011 EA22              | 7 de setembre de 2004  | Kitt Peak            | Spacewatch           |
| 379649 | 2011 EF22              | 24 de gener de 2007    | Catalina             | CSS                  |
| 379650 | 2011 EU23              | 16 de febrer de 2007   | Mount Lemmon         | Mt. Lemmon Survey    |
| 379651 | 2011 EZ24              | 10 de gener de 2003    | Socorro              | LINEAR               |
| 379652 | 2011 EK25              | 22 d'abril de 2007     | Mount Lemmon         | Mt. Lemmon Survey    |
| 379653 | 2011 EF28              | 26 de febrer de 2007   | Mount Lemmon         | Mt. Lemmon Survey    |
| 379654 | 2011 EF29              | 29 de gener de 2011    | Kitt Peak            | Spacewatch           |
| 379655 | 2011 EA38              | 17 de novembre de 2009 | Kitt Peak            | Spacewatch           |
| 379656 | 2011 EN39              | 13 de març de 2005     | Kitt Peak            | Spacewatch           |
| 379657 | 2011 EN42              | 16 de març de 2007     | Mount Lemmon         | Mt. Lemmon Survey    |
| 379658 | 2011 EB43              | 15 de setembre de 1998 | Kitt Peak            | Spacewatch           |
| 379659 | 2011 EB44              | 9 de novembre de 2009  | Kitt Peak            | Spacewatch           |
| 379660 | 2011 EZ49              | 14 de desembre de 2006 | Kitt Peak            | Spacewatch           |
| 379661 | 2011 EN53              | 18 d'abril de 2007     | Kitt Peak            | Spacewatch           |
| 379662 | 2011 EW66              | 15 de setembre de 2009 | Kitt Peak            | Spacewatch           |
| 379663 | 2011 EF68              | 29 de gener de 2007    | Kitt Peak            | Spacewatch           |
| 379664 | 2011 EX68              | 7 de gener de 2006     | Kitt Peak            | Spacewatch           |
| 379665 | 2011 EG75              | 24 de desembre de 2006 | Kitt Peak            | Spacewatch           |
| 379666 | 2011 EB77              | 14 d'abril de 2007     | Mount Lemmon         | Mt. Lemmon Survey    |
| 379667 | 2011 EN78              | 9 de febrer de 2005    | Kitt Peak            | Spacewatch           |
| 379668 | 2011 EQ78              | 26 de febrer de 2007   | Mount Lemmon         | Mt. Lemmon Survey    |
| 379669 | 2011 EM81              | 14 de març de 2007     | Mount Lemmon         | Mt. Lemmon Survey    |
| 379670 | 2011 ER86              | 19 d'octubre de 2006   | Mount Lemmon         | Mt. Lemmon Survey    |
| 379671 | 2011 FE7               | 16 de febrer de 2007   | Catalina             | CSS                  |
| 379672 | 2011 FT11              | 11 d'abril de 2003     | Kitt Peak            | Spacewatch           |
| 379673 | 2011 FE16              | 24 de novembre de 2009 | Kitt Peak            | Spacewatch           |
| 379674 | 2011 FO16              | 29 de setembre de 2008 | Mount Lemmon         | Mt. Lemmon Survey    |
| 379675 | 2011 FC17              | 9 de novembre de 2009  | Mount Lemmon         | Mt. Lemmon Survey    |
| 379676 | 2011 FC19              | 10 de maig de 2007     | Mount Lemmon         | Mt. Lemmon Survey    |
| 379677 | 2011 FD21              | 15 d'abril de 2007     | Mount Lemmon         | Mt. Lemmon Survey    |
| 379678 | 2011 FG24              | 30 de novembre de 2005 | Socorro              | LINEAR               |
| 379679 | 2011 FF26              | 20 d'abril de 2006     | Kitt Peak            | Spacewatch           |
| 379680 | 2011 FP27              | 3 de novembre de 2008  | Catalina             | CSS                  |
| 379681 | 2011 FJ28              | 15 d'octubre de 2004   | Mount Lemmon         | Mt. Lemmon Survey    |
| 379682 | 2011 FX29              | 12 de setembre de 2007 | Mount Lemmon         | Mt. Lemmon Survey    |
| 379683 | 2011 FZ30              | 18 d'octubre de 1995   | Kitt Peak            | Spacewatch           |
| 379684 | 2011 FB31              | 30 d'octubre de 1999   | Kitt Peak            | Spacewatch           |
| 379685 | 2011 FM37              | 8 d'octubre de 2004    | Kitt Peak            | Spacewatch           |
| 379686 | 2011 FR37              | 25 d'octubre de 2005   | Kitt Peak            | Spacewatch           |
| 379687 | 2011 FV38              | 6 d'octubre de 2004    | Kitt Peak            | Spacewatch           |
| 379688 | 2011 FW39              | 9 d'octubre de 2004    | Kitt Peak            | Spacewatch           |
| 379689 | 2011 FY46              | 1 de maig de 2006      | Kitt Peak            | Spacewatch           |
| 379690 | 2011 FL47              | 17 de novembre de 2009 | Mount Lemmon         | Mt. Lemmon Survey    |
| 379691 | 2011 FH57              | 1 d'abril de 2010      | WISE                 | WISE                 |
| 379692 | 2011 FT58              | 30 de març de 2000     | Kitt Peak            | Spacewatch           |
| 379693 | 2011 FY60              | 23 de setembre de 2008 | Kitt Peak            | Spacewatch           |
| 379694 | 2011 FQ72              | 24 de desembre de 2006 | Kitt Peak            | Spacewatch           |
| 379695 | 2011 FW74              | 17 de gener de 2007    | Kitt Peak            | Spacewatch           |
| 379696 | 2011 FO79              | 28 d'abril de 2007     | Kitt Peak            | Spacewatch           |
| 379697 | 2011 FB81              | 7 de setembre de 1999  | Socorro              | LINEAR               |
| 379698 | 2011 FH84              | 26 de març de 2007     | Mount Lemmon         | Mt. Lemmon Survey    |
| 379699 | 2011 FF93              | 5 d'octubre de 2004    | Kitt Peak            | Spacewatch           |
| 379700 | 2011 FT121             | 7 d'octubre de 2004    | Kitt Peak            | Spacewatch           |

## 379701-379800
| Nom    | Designació provisional | Data de descobriment   | Lloc de descobriment | Descobridor/s     |
| ------ | ---------------------- | ---------------------- | -------------------- | ----------------- |
| 379701 | 2011 FP126             | 10 de febrer de 2011   | Mount Lemmon         | Mt. Lemmon Survey |
| 379702 | 2011 FT140             | 26 de novembre de 2009 | Mount Lemmon         | Mt. Lemmon Survey |
| 379703 | 2011 FS141             | 13 de gener de 2002    | Kitt Peak            | Spacewatch        |
| 379704 | 2011 FK142             | 26 d'abril de 2010     | WISE                 | WISE              |
| 379705 | 2011 FC144             | 15 de setembre de 2004 | Kitt Peak            | Spacewatch        |
| 379706 | 2011 FK150             | 4 de febrer de 2006    | Catalina             | CSS               |
| 379707 | 2011 FR151             | 7 de febrer de 2002    | Socorro              | LINEAR            |
| 379708 | 2011 FK153             | 20 d'octubre de 2008   | Kitt Peak            | Spacewatch        |
| 379709 | 2011 GG2               | 19 d'abril de 2006     | Kitt Peak            | Spacewatch        |
| 379710 | 2011 GV3               | 27 de gener de 2007    | Mount Lemmon         | Mt. Lemmon Survey |
| 379711 | 2011 GE11              | 30 d'octubre de 2005   | Catalina             | CSS               |
| 379712 | 2011 GS11              | 26 de maig de 2007     | Mount Lemmon         | Mt. Lemmon Survey |
| 379713 | 2011 GA12              | 26 de març de 2007     | Mount Lemmon         | Mt. Lemmon Survey |
| 379714 | 2011 GL17              | 11 de maig de 2007     | Mount Lemmon         | Mt. Lemmon Survey |
| 379715 | 2011 GR25              | 4 de març de 2006      | Kitt Peak            | Spacewatch        |
| 379716 | 2011 GY28              | 18 d'octubre de 1995   | Kitt Peak            | Spacewatch        |
| 379717 | 2011 GA29              | 16 d'octubre de 2007   | Mount Lemmon         | Mt. Lemmon Survey |
| 379718 | 2011 GB30              | 2 de maig de 2003      | Kitt Peak            | Spacewatch        |
| 379719 | 2011 GQ31              | 7 de setembre de 2004  | Kitt Peak            | Spacewatch        |
| 379720 | 2011 GR31              | 30 de març de 2000     | Kitt Peak            | Spacewatch        |
| 379721 | 2011 GM39              | 3 d'octubre de 2008    | Mount Lemmon         | Mt. Lemmon Survey |
| 379722 | 2011 GQ40              | 20 d'abril de 2007     | Kitt Peak            | Spacewatch        |
| 379723 | 2011 GM42              | 29 de maig de 2008     | Mount Lemmon         | Mt. Lemmon Survey |
| 379724 | 2011 GP42              | 4 d'octubre de 2004    | Kitt Peak            | Spacewatch        |
| 379725 | 2011 GQ44              | 2 de febrer de 2006    | Kitt Peak            | Spacewatch        |
| 379726 | 2011 GV45              | 27 de gener de 2006    | Mount Lemmon         | Mt. Lemmon Survey |
| 379727 | 2011 GB46              | 7 de gener de 2006     | Kitt Peak            | Spacewatch        |
| 379728 | 2011 GJ46              | 25 de gener de 2010    | WISE                 | WISE              |
| 379729 | 2011 GM47              | 20 de novembre de 2003 | Kitt Peak            | Spacewatch        |
| 379730 | 2011 GY47              | 6 d'octubre de 1999    | Socorro              | LINEAR            |
| 379731 | 2011 GS48              | 30 de setembre de 2003 | Kitt Peak            | Spacewatch        |
| 379732 | 2011 GY54              | 8 de gener de 2002     | Cima Ekar            | ADAS              |
| 379733 | 2011 GQ55              | 8 de maig de 2006      | Mount Lemmon         | Mt. Lemmon Survey |
| 379734 | 2011 GR55              | 22 de novembre de 2008 | Kitt Peak            | Spacewatch        |
| 379735 | 2011 GL57              | 8 de març de 2005      | Mount Lemmon         | Mt. Lemmon Survey |
| 379736 | 2011 GN57              | 16 de gener de 2011    | Mount Lemmon         | Mt. Lemmon Survey |
| 379737 | 2011 GZ58              | 12 de març de 2007     | Mount Lemmon         | Mt. Lemmon Survey |
| 379738 | 2011 GF63              | 9 de novembre de 2009  | Socorro              | LINEAR            |
| 379739 | 2011 GW63              | 9 de novembre de 2008  | Kitt Peak            | Spacewatch        |
| 379740 | 2011 GY63              | 6 de maig de 2006      | Mount Lemmon         | Mt. Lemmon Survey |
| 379741 | 2011 GD65              | 9 de desembre de 2004  | Catalina             | CSS               |
| 379742 | 2011 GH66              | 2 de novembre de 2008  | Mount Lemmon         | Mt. Lemmon Survey |
| 379743 | 2011 GW66              | 9 de gener de 2002     | Socorro              | LINEAR            |
| 379744 | 2011 GB70              | 2 de maig de 2005      | Kitt Peak            | Spacewatch        |
| 379745 | 2011 GN72              | 7 de maig de 2006      | Kitt Peak            | Spacewatch        |
| 379746 | 2011 GP72              | 18 de desembre de 2009 | Kitt Peak            | Spacewatch        |
| 379747 | 2011 GW74              | 20 de novembre de 2008 | Mount Lemmon         | Mt. Lemmon Survey |
| 379748 | 2011 GE75              | 11 de març de 2005     | Kitt Peak            | Spacewatch        |
| 379749 | 2011 GU75              | 3 d'octubre de 2008    | Mount Lemmon         | Mt. Lemmon Survey |
| 379750 | 2011 GK79              | 26 de gener de 2006    | Mount Lemmon         | Mt. Lemmon Survey |
| 379751 | 2011 GE81              | 10 de març de 2005     | Anderson Mesa        | LONEOS            |
| 379752 | 2011 GN82              | 19 d'abril de 2002     | Kitt Peak            | Spacewatch        |
| 379753 | 2011 GJ84              | 22 d'octubre de 2005   | Kitt Peak            | Spacewatch        |
| 379754 | 2011 GP84              | 27 d'octubre de 2008   | Mount Lemmon         | Mt. Lemmon Survey |
| 379755 | 2011 GU84              | 2 de març de 2011      | Mount Lemmon         | Mt. Lemmon Survey |
| 379756 | 2011 GC85              | 31 de maig de 2006     | Mount Lemmon         | Mt. Lemmon Survey |
| 379757 | 2011 GB88              | 29 de novembre de 2000 | Kitt Peak            | Spacewatch        |
| 379758 | 2011 HU2               | 26 d'octubre de 2008   | Mount Lemmon         | Mt. Lemmon Survey |
| 379759 | 2011 HU5               | 28 de març de 2011     | Kitt Peak            | Spacewatch        |
| 379760 | 2011 HZ5               | 20 de març de 1998     | Socorro              | LINEAR            |
| 379761 | 2011 HL6               | 9 de març de 2005      | Catalina             | CSS               |
| 379762 | 2011 HP8               | 17 de desembre de 2001 | Socorro              | LINEAR            |
| 379763 | 2011 HW9               | 8 d'octubre de 2008    | Catalina             | CSS               |
| 379764 | 2011 HF10              | 6 d'abril de 2011      | Mount Lemmon         | Mt. Lemmon Survey |
| 379765 | 2011 HO10              | 27 de març de 2011     | Kitt Peak            | Spacewatch        |
| 379766 | 2011 HY16              | 31 d'octubre de 2008   | Kitt Peak            | Spacewatch        |
| 379767 | 2011 HH20              | 23 de març de 2001     | Cima Ekar            | ADAS              |
| 379768 | 2011 HL21              | 2 de novembre de 1999  | Kitt Peak            | Spacewatch        |
| 379769 | 2011 HC25              | 6 de maig de 2010      | WISE                 | WISE              |
| 379770 | 2011 HL26              | 10 de febrer de 2002   | Socorro              | LINEAR            |
| 379771 | 2011 HE28              | 29 de desembre de 2005 | Kitt Peak            | Spacewatch        |
| 379772 | 2011 HK28              | 6 d'octubre de 2005    | Kitt Peak            | Spacewatch        |
| 379773 | 2011 HB29              | 7 d'octubre de 2000    | Kitt Peak            | Spacewatch        |
| 379774 | 2011 HE31              | 6 d'abril de 2011      | Kitt Peak            | Spacewatch        |
| 379775 | 2011 HZ37              | 1 de desembre de 2008  | Kitt Peak            | Spacewatch        |
| 379776 | 2011 HD45              | 12 d'octubre de 2007   | Catalina             | CSS               |
| 379777 | 2011 HU47              | 14 de setembre de 2007 | Catalina             | CSS               |
| 379778 | 2011 HX48              | 22 de maig de 2006     | Kitt Peak            | Spacewatch        |
| 379779 | 2011 HG51              | 16 de febrer de 2010   | Kitt Peak            | Spacewatch        |
| 379780 | 2011 HR56              | 25 de febrer de 2011   | Mount Lemmon         | Mt. Lemmon Survey |
| 379781 | 2011 HB57              | 11 de juliol de 2004   | Socorro              | LINEAR            |
| 379782 | 2011 HF58              | 17 de desembre de 2001 | Kitt Peak            | Spacewatch        |
| 379783 | 2011 HV62              | 26 de novembre de 2009 | Mount Lemmon         | Mt. Lemmon Survey |
| 379784 | 2011 HY65              | 27 de gener de 2006    | Mount Lemmon         | Mt. Lemmon Survey |
| 379785 | 2011 HG67              | 8 de gener de 2010     | Kitt Peak            | Spacewatch        |
| 379786 | 2011 HB68              | 25 de gener de 2006    | Kitt Peak            | Spacewatch        |
| 379787 | 2011 HO69              | 13 de setembre de 2007 | Mount Lemmon         | Mt. Lemmon Survey |
| 379788 | 2011 HP69              | 17 de desembre de 2009 | Mount Lemmon         | Mt. Lemmon Survey |
| 379789 | 2011 HQ69              | 1 de febrer de 2006    | Kitt Peak            | Spacewatch        |
| 379790 | 2011 HT69              | 6 de desembre de 2005  | Kitt Peak            | Spacewatch        |
| 379791 | 2011 HH71              | 25 d'abril de 2007     | Mount Lemmon         | Mt. Lemmon Survey |
| 379792 | 2011 HO82              | 14 d'abril de 2005     | Catalina             | CSS               |
| 379793 | 2011 HB84              | 9 de març de 2005      | Catalina             | CSS               |
| 379794 | 2011 HC84              | 21 de novembre de 2005 | Catalina             | CSS               |
| 379795 | 2011 HF84              | 25 de novembre de 2009 | Catalina             | CSS               |
| 379796 | 2011 HL85              | 29 d'octubre de 2005   | Mount Lemmon         | Mt. Lemmon Survey |
| 379797 | 2011 HB86              | 10 d'agost de 2007     | Kitt Peak            | Spacewatch        |
| 379798 | 2011 HL87              | 9 de novembre de 2008  | Mount Lemmon         | Mt. Lemmon Survey |
| 379799 | 2011 HP93              | 14 de setembre de 2007 | Catalina             | CSS               |
| 379800 | 2011 JJ4               | 17 de desembre de 2003 | Kitt Peak            | Spacewatch        |

## 379801-379900
| Nom    | Designació provisional | Data de descobriment   | Lloc de descobriment | Descobridor/s        |
| ------ | ---------------------- | ---------------------- | -------------------- | -------------------- |
| 379801 | 2011 JK6               | 4 de novembre de 2005  | Mount Lemmon         | Mt. Lemmon Survey    |
| 379802 | 2011 JP7               | 14 de març de 2010     | Mount Lemmon         | Mt. Lemmon Survey    |
| 379803 | 2011 JS7               | 31 de maig de 2000     | Kitt Peak            | Spacewatch           |
| 379804 | 2011 JF9               | 6 d'abril de 2005      | Mount Lemmon         | Mt. Lemmon Survey    |
| 379805 | 2011 JY16              | 7 de febrer de 2011    | Mount Lemmon         | Mt. Lemmon Survey    |
| 379806 | 2011 JK20              | 9 de novembre de 2008  | Kitt Peak            | Spacewatch           |
| 379807 | 2011 JB25              | 4 de setembre de 2007  | Mount Lemmon         | Mt. Lemmon Survey    |
| 379808 | 2011 JJ25              | 24 d'octubre de 2003   | Kitt Peak            | Spacewatch           |
| 379809 | 2011 JT26              | 3 d'octubre de 2008    | Mount Lemmon         | Mt. Lemmon Survey    |
| 379810 | 2011 KO3               | 26 d'abril de 2000     | Kitt Peak            | Spacewatch           |
| 379811 | 2011 KV3               | 3 de març de 2006      | Catalina             | CSS                  |
| 379812 | 2011 KT4               | 25 de setembre de 2008 | Kitt Peak            | Spacewatch           |
| 379813 | 2011 KE5               | 9 de setembre de 2007  | Kitt Peak            | Spacewatch           |
| 379814 | 2011 KT11              | 5 de maig de 2011      | Siding Spring        | Siding Spring Survey |
| 379815 | 2011 KG18              | 2 d'abril de 2005      | Mount Lemmon         | Mt. Lemmon Survey    |
| 379816 | 2011 KT20              | 23 d'octubre de 2004   | Kitt Peak            | Spacewatch           |
| 379817 | 2011 KE28              | 28 de maig de 2000     | Socorro              | LINEAR               |
| 379818 | 2011 KC29              | 30 de novembre de 2008 | Kitt Peak            | Spacewatch           |
| 379819 | 2011 KK34              | 9 de setembre de 2007  | Kitt Peak            | Spacewatch           |
| 379820 | 2011 KU43              | 22 de maig de 2006     | Kitt Peak            | Spacewatch           |
| 379821 | 2011 KV43              | 8 de març de 2005      | Kitt Peak            | Spacewatch           |
| 379822 | 2011 KV44              | 6 d'octubre de 2008    | Mount Lemmon         | Mt. Lemmon Survey    |
| 379823 | 2011 KD45              | 24 d'abril de 2006     | Kitt Peak            | Spacewatch           |
| 379824 | 2011 KO45              | 12 de gener de 2010    | Catalina             | CSS                  |
| 379825 | 2011 KE47              | 23 de novembre de 1997 | Kitt Peak            | Spacewatch           |
| 379826 | 2011 LW6               | 29 de setembre de 1997 | Kitt Peak            | Spacewatch           |
| 379827 | 2011 LN7               | 14 de febrer de 2004   | Socorro              | LINEAR               |
| 379828 | 2011 LA8               | 21 de desembre de 2008 | Catalina             | CSS                  |
| 379829 | 2011 LK9               | 20 de novembre de 2008 | Kitt Peak            | Spacewatch           |
| 379830 | 2011 LU9               | 22 de maig de 2011     | Kitt Peak            | Spacewatch           |
| 379831 | 2011 LL10              | 4 de juny de 2011      | Catalina             | CSS                  |
| 379832 | 2011 LA18              | 16 de febrer de 2010   | Kitt Peak            | Spacewatch           |
| 379833 | 2011 LT22              | 20 de desembre de 2004 | Mount Lemmon         | Mt. Lemmon Survey    |
| 379834 | 2011 LZ22              | 10 de març de 2005     | Mount Lemmon         | Mt. Lemmon Survey    |
| 379835 | 2011 PE3               | 14 de desembre de 2004 | Kitt Peak            | Spacewatch           |
| 379836 | 2011 QF                | 16 d'abril de 2010     | WISE                 | WISE                 |
| 379837 | 2011 QP3               | 9 d'abril de 2010      | WISE                 | WISE                 |
| 379838 | 2011 QD37              | 18 de desembre de 2004 | Mount Lemmon         | Mt. Lemmon Survey    |
| 379839 | 2011 QQ42              | 19 d'abril de 2010     | WISE                 | WISE                 |
| 379840 | 2011 SG69              | 2 d'octubre de 1999    | Kitt Peak            | Spacewatch           |
| 379841 | 2011 UV173             | 22 d'agost de 2001     | Socorro              | LINEAR               |
| 379842 | 2011 UK178             | 27 de novembre de 2006 | Kitt Peak            | Spacewatch           |
| 379843 | 2012 AM17              | 28 de desembre de 2003 | Kitt Peak            | Spacewatch           |
| 379844 | 2012 BJ72              | 27 de desembre de 2011 | Mount Lemmon         | Mt. Lemmon Survey    |
| 379845 | 2012 BP84              | 24 d'octubre de 2005   | Kitt Peak            | Spacewatch           |
| 379846 | 2012 BB123             | 10 de març de 2007     | Kitt Peak            | Spacewatch           |
| 379847 | 2012 CT25              | 29 d'agost de 2006     | Catalina             | CSS                  |
| 379848 | 2012 DB31              | 31 d'agost de 2005     | Anderson Mesa        | LONEOS               |
| 379849 | 2012 DK38              | 6 de novembre de 1999  | Kitt Peak            | Spacewatch           |
| 379850 | 2012 DJ49              | 27 d'abril de 2009     | Catalina             | CSS                  |
| 379851 | 2012 EB8               | 13 de gener de 2008    | Kitt Peak            | Spacewatch           |
| 379852 | 2012 EO9               | 28 d'octubre de 2005   | Mount Lemmon         | Mt. Lemmon Survey    |
| 379853 | 2012 FO32              | 29 de març de 2008     | Catalina             | CSS                  |
| 379854 | 2012 FK74              | 10 de gener de 2008    | Kitt Peak            | Spacewatch           |
| 379855 | 2012 FN76              | 2 de novembre de 2007  | Kitt Peak            | Spacewatch           |
| 379856 | 2012 GP6               | 21 de setembre de 2003 | Kitt Peak            | Spacewatch           |
| 379857 | 2012 GP26              | 17 d'octubre de 2010   | Mount Lemmon         | Mt. Lemmon Survey    |
| 379858 | 2012 GQ26              | 10 de setembre de 2010 | Mount Lemmon         | Mt. Lemmon Survey    |
| 379859 | 2012 GV31              | 10 de maig de 2008     | Siding Spring        | Siding Spring Survey |
| 379860 | 2012 GU32              | 22 de juny de 2006     | Kitt Peak            | Spacewatch           |
| 379861 | 2012 GA33              | 11 de març de 2005     | Mount Lemmon         | Mt. Lemmon Survey    |
| 379862 | 2012 HJ                | 19 d'abril de 2007     | Mount Lemmon         | Mt. Lemmon Survey    |
| 379863 | 2012 HP                | 22 d'abril de 2007     | Kitt Peak            | Spacewatch           |
| 379864 | 2012 HK3               | 6 de gener de 2010     | Kitt Peak            | Spacewatch           |
| 379865 | 2012 HA5               | 9 d'abril de 2005      | Kitt Peak            | Spacewatch           |
| 379866 | 2012 HP14              | 18 de setembre de 2006 | Catalina             | CSS                  |
| 379867 | 2012 HC17              | 13 de març de 2007     | Kitt Peak            | Spacewatch           |
| 379868 | 2012 HV22              | 4 d'octubre de 2010    | Mount Lemmon         | Mt. Lemmon Survey    |
| 379869 | 2012 HH23              | 13 de desembre de 2006 | Kitt Peak            | Spacewatch           |
| 379870 | 2012 HA26              | 27 d'octubre de 2008   | Mount Lemmon         | Mt. Lemmon Survey    |
| 379871 | 2012 HW33              | 5 d'octubre de 2002    | Socorro              | LINEAR               |
| 379872 | 2012 HU34              | 9 de febrer de 2005    | Mount Lemmon         | Mt. Lemmon Survey    |
| 379873 | 2012 HS35              | 7 de febrer de 2002    | Kitt Peak            | Spacewatch           |
| 379874 | 2012 HB39              | 12 d'octubre de 2010   | Mount Lemmon         | Mt. Lemmon Survey    |
| 379875 | 2012 HP39              | 19 de juliol de 2007   | Siding Spring        | Siding Spring Survey |
| 379876 | 2012 HX44              | 14 d'octubre de 1999   | Kitt Peak            | Spacewatch           |
| 379877 | 2012 HB47              | 9 de novembre de 1994  | Kitt Peak            | Spacewatch           |
| 379878 | 2012 HN47              | 1 d'octubre de 2005    | Mount Lemmon         | Mt. Lemmon Survey    |
| 379879 | 2012 HB49              | 2 d'agost de 2008      | Siding Spring        | Siding Spring Survey |
| 379880 | 2012 HL51              | 26 d'agost de 2009     | Catalina             | CSS                  |
| 379881 | 2012 HH55              | 17 de febrer de 2007   | Kitt Peak            | Spacewatch           |
| 379882 | 2012 HX60              | 13 de març de 2008     | Mount Lemmon         | Mt. Lemmon Survey    |
| 379883 | 2012 HV61              | 1 de gener de 2008     | Kitt Peak            | Spacewatch           |
| 379884 | 2012 HJ62              | 12 de setembre de 2009 | Kitt Peak            | Spacewatch           |
| 379885 | 2012 HG63              | 11 de març de 2008     | Kitt Peak            | Spacewatch           |
| 379886 | 2012 HL63              | 25 de setembre de 2009 | Kitt Peak            | Spacewatch           |
| 379887 | 2012 HC67              | 25 de febrer de 2012   | Mount Lemmon         | Mt. Lemmon Survey    |
| 379888 | 2012 HH67              | 2 de desembre de 2005  | Mount Lemmon         | Mt. Lemmon Survey    |
| 379889 | 2012 HV67              | 3 de novembre de 2005  | Mount Lemmon         | Mt. Lemmon Survey    |
| 379890 | 2012 HE68              | 10 d'octubre de 1999   | Socorro              | LINEAR               |
| 379891 | 2012 HF71              | 10 de febrer de 2008   | Kitt Peak            | Spacewatch           |
| 379892 | 2012 HO72              | 4 d'agost de 2008      | Siding Spring        | Siding Spring Survey |
| 379893 | 2012 HB73              | 7 de febrer de 2008    | Kitt Peak            | Spacewatch           |
| 379894 | 2012 HN80              | 19 de gener de 2008    | Kitt Peak            | Spacewatch           |
| 379895 | 2012 HZ81              | 18 d'octubre de 2006   | Kitt Peak            | Spacewatch           |
| 379896 | 2012 HN82              | 16 de febrer de 2007   | Mount Lemmon         | Mt. Lemmon Survey    |
| 379897 | 2012 JF2               | 26 de març de 2003     | Anderson Mesa        | LONEOS               |
| 379898 | 2012 JG4               | 2 de setembre de 2000  | Prescott             | P. G. Comba          |
| 379899 | 2012 JX7               | 28 de setembre de 2006 | Mount Lemmon         | Mt. Lemmon Survey    |
| 379900 | 2012 JQ13              | 2 de juliol de 2008    | Kitt Peak            | Spacewatch           |

## 379901-380000
| Nom    | Designació provisional | Data de descobriment   | Lloc de descobriment | Descobridor/s                                          |
| ------ | ---------------------- | ---------------------- | -------------------- | ------------------------------------------------------ |
| 379901 | 2012 JA16              | 3 de juny de 2006      | Mount Lemmon         | Mt. Lemmon Survey                                      |
| 379902 | 2012 JZ19              | 11 de març de 2005     | Kitt Peak            | Spacewatch                                             |
| 379903 | 2012 JF25              | 12 d'octubre de 2009   | Mount Lemmon         | Mt. Lemmon Survey                                      |
| 379904 | 2012 JG26              | 9 de juny de 2005      | Kitt Peak            | Spacewatch                                             |
| 379905 | 2012 JH26              | 22 de setembre de 2008 | Mount Lemmon         | Mt. Lemmon Survey                                      |
| 379906 | 2012 JR27              | 10 de desembre de 2010 | Mount Lemmon         | Mt. Lemmon Survey                                      |
| 379907 | 2012 JJ34              | 27 d'octubre de 2005   | Kitt Peak            | Spacewatch                                             |
| 379908 | 2012 JW34              | 26 de novembre de 2009 | Mount Lemmon         | Mt. Lemmon Survey                                      |
| 379909 | 2012 JF37              | 1 de desembre de 2005  | Mount Lemmon         | Mt. Lemmon Survey                                      |
| 379910 | 2012 JN53              | 14 d'octubre de 2004   | Kitt Peak            | Spacewatch                                             |
| 379911 | 2012 JH58              | 30 de setembre de 2006 | Mount Lemmon         | Mt. Lemmon Survey                                      |
| 379912 | 2012 JZ58              | 27 d'abril de 2009     | Mount Lemmon         | Mt. Lemmon Survey                                      |
| 379913 | 2012 JX59              | 5 d'abril de 2008      | Mount Lemmon         | Mt. Lemmon Survey                                      |
| 379914 | 2012 JK63              | 16 de novembre de 2006 | Kitt Peak            | Spacewatch                                             |
| 379915 | 2012 JU64              | 11 d'octubre de 2005   | Kitt Peak            | Spacewatch                                             |
| 379916 | 2012 JL65              | 1 d'abril de 2005      | Kitt Peak            | Spacewatch                                             |
| 379917 | 2012 JT65              | 15 d'agost de 2009     | Siding Spring        | Siding Spring Survey                                   |
| 379918 | 2012 JE66              | 8 de febrer de 2008    | Mount Lemmon         | Mt. Lemmon Survey                                      |
| 379919 | 2012 JG66              | 6 de desembre de 2005  | Kitt Peak            | Spacewatch                                             |
| 379920 | 2012 KQ11              | 24 de setembre de 1960 | Palomar              | C. J. van Houten, I. van Houten-Groeneveld, T. Gehrels |
| 379921 | 2012 KL15              | 30 de novembre de 2005 | Kitt Peak            | Spacewatch                                             |
| 379922 | 2012 KT18              | 27 de desembre de 2006 | Mount Lemmon         | Mt. Lemmon Survey                                      |
| 379923 | 2012 KC27              | 8 de maig de 2005      | Kitt Peak            | Spacewatch                                             |
| 379924 | 2012 KX27              | 29 de gener de 2011    | Mount Lemmon         | Mt. Lemmon Survey                                      |
| 379925 | 2012 KO34              | 29 d'agost de 2000     | Socorro              | LINEAR                                                 |
| 379926 | 2012 KZ42              | 16 de març de 2007     | Catalina             | CSS                                                    |
| 379927 | 2012 KJ44              | 26 de març de 2003     | Kitt Peak            | Spacewatch                                             |
| 379928 | 2012 KW44              | 18 d'octubre de 2009   | Mount Lemmon         | Mt. Lemmon Survey                                      |
| 379929 | 2012 KK49              | 23 d'octubre de 2006   | Mount Lemmon         | Mt. Lemmon Survey                                      |
| 379930 | 2012 KX49              | 21 d'octubre de 2003   | Kitt Peak            | Spacewatch                                             |
| 379931 | 2012 LQ2               | 5 de juny de 2005      | Kitt Peak            | Spacewatch                                             |
| 379932 | 2012 LW2               | 24 de novembre de 2000 | Kitt Peak            | Spacewatch                                             |
| 379933 | 2012 LM4               | 25 d'abril de 2006     | Catalina             | CSS                                                    |
| 379934 | 2012 LN4               | 6 d'octubre de 2004    | Kitt Peak            | Spacewatch                                             |
| 379935 | 2012 LM7               | 29 de setembre de 2009 | Mount Lemmon         | Mt. Lemmon Survey                                      |
| 379936 | 2012 LX7               | 24 de maig de 2001     | Kitt Peak            | Spacewatch                                             |
| 379937 | 2012 LG8               | 4 de novembre de 2004  | Kitt Peak            | Spacewatch                                             |
| 379938 | 2012 LW9               | 21 d'abril de 2012     | Mount Lemmon         | Mt. Lemmon Survey                                      |
| 379939 | 2012 LV11              | 12 de febrer de 2008   | Mount Lemmon         | Mt. Lemmon Survey                                      |
| 379940 | 2012 LX14              | 23 de setembre de 2008 | Kitt Peak            | Spacewatch                                             |
| 379941 | 2012 LE17              | 4 de juliol de 2005    | Mount Lemmon         | Mt. Lemmon Survey                                      |
| 379942 | 2012 LH19              | 16 de desembre de 2007 | Mount Lemmon         | Mt. Lemmon Survey                                      |
| 379943 | 2012 LK19              | 14 de desembre de 2010 | Mount Lemmon         | Mt. Lemmon Survey                                      |
| 379944 | 2012 LH23              | 4 de setembre de 2003  | Kitt Peak            | Spacewatch                                             |
| 379945 | 2012 MG1               | 29 de març de 2008     | Catalina             | CSS                                                    |
| 379946 | 2012 MD9               | 27 de juny de 2005     | Kitt Peak            | Spacewatch                                             |
| 379947 | 2012 MP12              | 24 de setembre de 2008 | Mount Lemmon         | Mt. Lemmon Survey                                      |
| 379948 | 2012 MV12              | 11 de setembre de 2007 | XuYi                 | PMO NEO Survey Program                                 |
| 379949 | 2012 OM1               | 25 de gener de 2006    | Kitt Peak            | Spacewatch                                             |
| 379950 | 2012 OC2               | 27 de gener de 2010    | WISE                 | WISE                                                   |
| 379951 | 2012 OY3               | 5 de setembre de 2008  | Kitt Peak            | Spacewatch                                             |
| 379952 | 2012 PV14              | 11 de gener de 2010    | Kitt Peak            | Spacewatch                                             |
| 379953 | 2012 PC18              | 13 de març de 2005     | Catalina             | CSS                                                    |
| 379954 | 2012 PM20              | 21 de juny de 2006     | Kitt Peak            | Spacewatch                                             |
| 379955 | 2012 PC30              | 17 de gener de 2010    | Kitt Peak            | Spacewatch                                             |
| 379956 | 2012 PJ33              | 9 de gener de 2006     | Kitt Peak            | Spacewatch                                             |
| 379957 | 2012 PX33              | 4 de desembre de 2008  | Kitt Peak            | Spacewatch                                             |
| 379958 | 2012 PB39              | 18 de novembre de 1996 | Kitt Peak            | Spacewatch                                             |
| 379959 | 2012 QD2               | 1 de maig de 2006      | Kitt Peak            | Spacewatch                                             |
| 379960 | 2012 QC6               | 21 de desembre de 2003 | Kitt Peak            | Spacewatch                                             |
| 379961 | 2012 QA9               | 8 d'octubre de 2007    | Catalina             | CSS                                                    |
| 379962 | 2012 QZ21              | 8 de març de 2005      | Kitt Peak            | Spacewatch                                             |
| 379963 | 2012 QR25              | 27 de desembre de 2003 | Kitt Peak            | Spacewatch                                             |
| 379964 | 2012 QH30              | 15 de desembre de 2004 | Kitt Peak            | Spacewatch                                             |
| 379965 | 2012 QV34              | 14 d'abril de 2008     | Mount Lemmon         | Mt. Lemmon Survey                                      |
| 379966 | 2012 QT35              | 18 de març de 2004     | Socorro              | LINEAR                                                 |
| 379967 | 2012 QP39              | 25 de maig de 2006     | Mount Lemmon         | Mt. Lemmon Survey                                      |
| 379968 | 2012 QO40              | 8 d'octubre de 2008    | Catalina             | CSS                                                    |
| 379969 | 2012 QG44              | 19 de setembre de 2001 | Socorro              | LINEAR                                                 |
| 379970 | 2012 RL26              | 22 de juliol de 1995   | Kitt Peak            | Spacewatch                                             |
| 379971 | 2012 RA30              | 6 de novembre de 2008  | Mount Lemmon         | Mt. Lemmon Survey                                      |
| 379972 | 2012 SA1               | 8 d'octubre de 1999    | Socorro              | LINEAR                                                 |
| 379973 | 2012 SQ21              | 26 de març de 1995     | Kitt Peak            | Spacewatch                                             |
| 379974 | 2012 SH28              | 26 de febrer de 2007   | Mount Lemmon         | Mt. Lemmon Survey                                      |
| 379975 | 2012 TJ7               | 18 de setembre de 2001 | Kitt Peak            | Spacewatch                                             |
| 379976 | 2012 TP7               | 16 de desembre de 2003 | Kitt Peak            | Spacewatch                                             |
| 379977 | 2012 TN15              | 24 de setembre de 2000 | Socorro              | LINEAR                                                 |
| 379978 | 2012 TH52              | 4 de febrer de 2005    | Kitt Peak            | Spacewatch                                             |
| 379979 | 2012 TM52              | 20 de febrer de 2006   | Mount Lemmon         | Mt. Lemmon Survey                                      |
| 379980 | 2012 TF78              | 13 d'abril de 1996     | Kitt Peak            | Spacewatch                                             |
| 379981 | 2012 TK108             | 10 d'octubre de 2007   | Mount Lemmon         | Mt. Lemmon Survey                                      |
| 379982 | 2012 TY135             | 20 d'octubre de 2007   | Mount Lemmon         | Mt. Lemmon Survey                                      |
| 379983 | 2012 TJ144             | 22 d'abril de 2010     | WISE                 | WISE                                                   |
| 379984 | 2012 TQ145             | 14 de març de 2007     | Mount Lemmon         | Mt. Lemmon Survey                                      |
| 379985 | 2012 TM191             | 26 de gener de 2006    | Mount Lemmon         | Mt. Lemmon Survey                                      |
| 379986 | 2012 TM241             | 12 de març de 2008     | Kitt Peak            | Spacewatch                                             |
| 379987 | 2012 TK294             | 29 d'abril de 2003     | Socorro              | LINEAR                                                 |
| 379988 | 2012 TP308             | 13 de juny de 2005     | Mount Lemmon         | Mt. Lemmon Survey                                      |
| 379989 | 2012 UH134             | 19 de febrer de 2009   | Catalina             | CSS                                                    |
| 379990 | 2012 UL161             | 4 de juliol de 2005    | Mount Lemmon         | Mt. Lemmon Survey                                      |
| 379991 | 2012 US166             | 6 de desembre de 1996  | Kitt Peak            | Spacewatch                                             |
| 379992 | 2012 VZ111             | 21 de juny de 1999     | Kitt Peak            | Spacewatch                                             |
| 379993 | 2013 BU39              | 25 de març de 2010     | Mount Lemmon         | Mt. Lemmon Survey                                      |
| 379994 | 2013 CS1               | 2 de març de 1995      | Kitt Peak            | Spacewatch                                             |
| 379995 | 2013 CC68              | 20 de setembre de 2006 | Kitt Peak            | Spacewatch                                             |
| 379996 | 2013 CX126             | 24 d'agost de 2007     | Kitt Peak            | Spacewatch                                             |
| 379997 | 2013 CM156             | 8 de maig de 2006      | Mount Lemmon         | Mt. Lemmon Survey                                      |
| 379998 | 2013 CG159             | 24 d'agost de 2007     | Kitt Peak            | Spacewatch                                             |
| 379999 | 2013 CY212             | 18 d'abril de 2009     | Mount Lemmon         | Mt. Lemmon Survey                                      |
| 380000 | 2013 CB213             | 10 d'abril de 2005     | Mount Lemmon         | Mt. Lemmon Survey                                      |